# Serie C 2025-2026
La Serie C 2025-2026, nota anche col nome sponsorizzato Serie C Sky Wifi 2025-2026, sarà la 67ª edizione della terza serie del campionato italiano di calcio organizzata dalla Lega Italiana Calcio Professionistico, la 12ª dall'adozione dell'attuale formato a tre gironi in una divisione unica. 

## Stagione
Anche in questa stagione, rimane confermata la formula a 60 squadre, suddivise in tre gironi da 20. La composizione dei gironi è stata annunciata il 25 luglio 2025, mentre il calendario è stato sorteggiato il 28 luglio.
Fra le 60 partecipanti aventi diritto si sono registrate le esclusioni del Brescia, della Lucchese e della SPAL. Il loro posto è stato preso dall'Inter U23, quarta seconda squadra a giocare nei campionati professionistici, e terza a giocare in serie C (il Milan Futuro infatti è retrocesso in serie D al termine della scorsa stagione), Pro Patria, riammessa dopo la retrocessione ai playout, e dal Ravenna, ripescata dopo quattro stagioni nei campionati dilettanti.  Le altre novità del campionato sono le tre retrocesse dalla Serie B (Salernitana, Cittadella e Cosenza, dopo rispettivamente 10, 9 e 7 anni di assenza dalla serie C) e le nove promosse dalla Serie D (Bra, dopo 11 anni di assenza dai campionati professionistici  e 77 anni di assenza dal terzo livello, Ospitaletto, dopo 20 anni d'assenza dall'allora serie C1, Dolomiti Bellunesi, al loro esordio assoluto in  un campionato professionistico, Forlì, dopo 7 anni di assenza dalla allora Lega Pro, Livorno, dopo 4 anni di assenza, Sambenedettese, dopo 4 anni di assenza, Guidonia Montecelio, dopo un anno di assenza, Casarano, dopo 27 anni di assenza e, infine, Siracusa, dopo 6 anni di assenza).  Il titolo sportivo della Feralpisalò è stato poi ceduto ad un nuovo club, l'Union Brescia.
In questa stagione la regione più rappresentata è la Lombardia con dodici squadre, (AlbinoLeffe, Alcione, Atalanta U23, Giana Erminio, Inter U23, Lecco, Lumezzane, Ospitaletto, Pergolettese, Pro Patria, Renate e Union Brescia); con sei squadre la Campania (Benevento, Casertana, Cavese, Giugliano, Salernitana e Sorrento); con cinque squadre la Puglia (Audace Cerignola, Casarano, Foggia, Monopoli e Team Altamura) e il Veneto (Arzignano Valchiampo, Cittadella, Dolomiti Bellunesi, Vicenza e Virtus Verona); con quattro squadre il Piemonte (Bra, Juventus Next Gen, Novara e Pro Vercelli), l'Emilia-Romagna (Carpi, Forlì, Ravenna e Rimini) e la Toscana (Arezzo, Livorno, Pianese e Pontedera); con tre squadre le Marche (Ascoli, Sambenedettese e Vis Pesaro), l'Umbria (Gubbio, Perugia, Ternana), e la Sicilia (Catania, Siracusa e Trapani); con due squadre la Calabria (Cosenza e Crotone), il Lazio (Guidonia Montecelio e Latina) e la Basilicata (AZ Picerno e Potenza); con una squadra l'Abruzzo (Pineto), il Friuli Venezia Giulia (Triestina), il Molise (Campobasso) e la Sardegna (Torres). Le uniche regione senza squadre a rappresentarle sono la Liguria e la Valle d'Aosta.

### Regolamento

#### Promozioni
Come nelle precedenti stagioni, le squadre classificate al primo posto dei tre rispettivi gironi sono promosse direttamente in Serie B. Ad esse si aggiunge la vincente dei play-off.

#### Play-off
I play-off verranno disputati dalle 28 squadre che, a conclusione della stagione regolare, si sono classificate dal secondo al decimo posto dei tre gironi e dalla squadra che risulta vincitrice della Coppa Italia Serie C.
1) Nell'ipotesi in cui per la vincitrice di Coppa Italia Serie C si verifichi una delle condizioni sotto elencate:
a) si sia classificata al primo posto nel girone di competenza;
b) si sia classificata al secondo posto nel girone di competenza;
c) si sia classificata al terzo posto nel girone di competenza;
d) si sia classificata nel girone di competenza in posizione che comporti la retrocessione diretta in categoria inferiore;
e) si sia classificata in posizione che comporti l'accesso ai play-out;
f) rinunci alla disputa dei play-off;
nella posizione di griglia nei play-off (prevista per la vincitrice della Coppa) subentrerà l'altra squadra finalista di Coppa Italia Serie C. In quest'ultimo caso, qualora ricorrano anche per la finalista perdente la Coppa Italia Serie C le suindicate ipotesi di preclusione ovvero in caso di rinuncia di quest'ultima, la posizione di griglia nei play-off (prevista per la 
vincitrice della Coppa) sarà assegnata alla squadra quarta classificata nel girone di competenza della vincitrice di Coppa Italia Serie C, con scorrimento della classifica delle altre squadre successivamente posizionate fino all'ammissione, in via del tutto eccezionale, della squadra classificatasi all'undicesimo posto durante la stagione regolare.
2) Nell'ulteriore ipotesi in cui la vincitrice di Coppa Italia Serie C o la società che le subentra nella posizione in griglia si sia classificata dal quarto al decimo posto durante la stagione regolare, avrà accesso ai play-off, in via del tutto eccezionale, la squadra classificatasi all'undicesimo posto nel girone di competenza durante la stagione regolare, con scorrimento della classifica delle altre squadre.
Lo svolgimento delle gare di play-off si articolerà attraverso tre distinte fasi, con condizioni di accesso 
determinate come segue:
1) Fase play-off del girone;
2) Fase play-off nazionale;
3) Final Four.

#### Fase play-off del girone
Alla prima fase play-off del girone accedono le 21 squadre classificate dal quarto al decimo posto di ciascun girone. Essa si svolgerà attraverso la disputa di un turno a gara unica ospitata dalla squadra meglio classificata al termine della stagione regolare.
Primo turno play-off del girone
Le 18 squadre classificate dal quinto al decimo posto di ciascun girone si affrontano, in gara unica, secondo la seguente previsione:
a) la squadra quinta classificata affronterà la squadra decima classificata del medesimo girone;
b) la squadra sesta classificata affronterà la squadra nona classificata del medesimo girone;
c) la squadra settima classificata affronterà la squadra ottava classificata del medesimo girone;
Le squadre vincenti avranno accesso al secondo turno. In caso di parità al termine dei 90' regolamentari, avrà accesso al secondo turno play-off del girone la squadra 
meglio classificata al termine della stagione regolare. Nell'ipotesi in cui la vincitrice di Coppa Italia Serie C si sia classificata al 5º o al 6º, o al 7º o all'8º o 9º o 10º posto, avrà accesso ai play-off del girone – in via del tutto eccezionale – la squadra classificatasi all'11º posto del girone di competenza, con scorrimento della classifica delle altre squadre.
Secondo turno play-off del girone
Nel secondo turno di play-off del girone, alle 3 squadre vincitrici degli incontri del primo turno, si aggiunge la squadra classificata al quarto posto di ciascun girone della stagione regolare.
Le 4 partecipanti sono ordinate nel rispetto del piazzamento in classifica ottenuto al termine della stagione regolare, determinandosi gli accoppiamenti secondo i seguenti criteri:
a) la migliore classificata affronta, in casa e in gara unica, la peggiore classificata;
b) le altre due si affrontano in gara unica sul campo della migliore classificata.
Nell'ipotesi in cui la vincitrice di Coppa Italia Serie C si sia classificata al 4º posto durante la stagione regolare, avrà accesso ai play-off del girone – in via del tutto eccezionale – la squadra classificatasi all'11º posto del girone di competenza con scorrimento della classifica delle altre squadre. Le squadre vincenti avranno accesso alla fase play-off nazionale. In caso di parità al termine dei 90' regolamentari, avrà accesso alla fase play-off nazionale la squadra meglio classificata al termine della stagione regolare.

#### Fase play-off nazionale
Alla fase play-off nazionale partecipano 13 squadre che si confronteranno in un doppio turno.
Primo turno play-off nazionali
Al primo turno play-off nazionale partecipano 10 squadre, così determinate:
a) le 6 squadre che risultano vincenti degli incontri della fase play-off dei gironi;
b) le 3 squadre terze classificate di ogni girone al termine della stagione regolare;
c) la squadra vincitrice della Coppa Italia Serie C (o la subentrata).
Il primo turno della fase play-off nazionale si articolerà attraverso 5 incontri in gare di andata e ritorno secondo accoppiamenti tra le 10 squadre qualificate: che prevedranno come “teste di serie” le 5 squadre di seguito indicate:
a) le 3 squadre classificate al terzo posto di ciascun girone nella stagione regolare;
b) la squadra vincitrice della Coppa Italia Serie C (o la subentrata);
c) la squadra che, tra le 6 vincitrici dei play-off del girone, risulterà meglio classificata.
Le altre 5 squadre saranno accoppiate alle 5 “teste di serie” mediante sorteggio. Le squadre “teste di serie” disputeranno la gara di ritorno in casa. Le squadre che al termine degli incontri di andata e ritorno avranno ottenuto il maggior punteggio avranno accesso al secondo turno della fase play-off nazionale. In caso di parità di punteggio, dopo la gara di ritorno, avranno accesso al secondo turno della fase play-off nazionale le squadre che avranno conseguito una migliore differenza reti nelle due gare. In caso di ulteriore parità al termine delle due gare – andata e ritorno – avrà accesso al secondo turno della fase play-off nazionale la squadra “testa di serie”.
Secondo turno play-off nazionali
Al secondo turno della fase dei play-off nazionale partecipano le 5 squadre risultate vincitrici delle gare del primo turno e le 3 squadre classificate al secondo posto di ciascun girone al termine della stagione regolare.
Le gare del Secondo Turno della Fase play-off Nazionale si articoleranno attraverso 4 incontri in gare di andata e ritorno, secondo accoppiamenti tra le 8 squadre qualificate che prevederanno, come “teste di serie”, le 4 squadre
di seguito indicate:
a) le 3 squadre classificate al secondo posto di ciascun girone nella stagione regolare;
b) la squadra che, tra le vincitrici del primo turno di play-off nazionale, risulterà meglio classificata.
Le altre 4 squadre saranno accoppiate alle 4 “teste di serie” mediante sorteggio. Le squadre “teste di serie” disputeranno la gara di ritorno in casa. Le squadre che al termine degli incontri di andata e ritorno avranno ottenuto il maggior punteggio avranno accesso alla Fase della Final Four. In caso di parità di punteggio, dopo la gara di ritorno, avranno accesso alla Fase della Final Four le squadre che avranno conseguito una migliore differenza reti nelle due gare. In caso di ulteriore parità al termine delle due gare – andata e ritorno – avrà accesso alla fase della Final Four la squadra “testa di serie”.

#### Final Four
Alla fase cosiddetta “Final Four” partecipano le 4 squadre vincenti degli incontri di cui al secondo turno play-off nazionale, inserite in un tabellone mediante sorteggio senza condizionamento di accoppiamento e successione
degli incontri.
Più in particolare si svolgeranno due successivi livelli di qualificazione come di seguito:
a) i confronti valevoli quali “semifinali” saranno disputati in gare di andata e ritorno secondo accoppiamenti determinati da sorteggio integrale. Le squadre che al termine degli incontri di andata e ritorno avranno ottenuto il maggior punteggio avranno accesso alla “finale”. In caso di parità di punteggio, dopo la gara di ritorno, avranno accesso alla “finale” le squadre che avranno conseguito una migliore differenza reti nelle due gare. In caso di ulteriore parità al termine delle due gare, saranno disputati due tempi supplementari di 15' e, perdurando tale situazione, saranno eseguiti i calci di rigore;
b) la “finale” sarà disputata in gare di andata e ritorno. A conclusione delle due gare, in caso di parità di punteggio, dopo le gare di ritorno, per determinare la squadra vincente si terrà conto della differenza reti; in caso di ulteriore parità saranno disputati due tempi supplementari di 15' e, perdurando tale situazione, saranno eseguiti i calci di rigore.
La squadra vincente la “finale” acquisirà il titolo per l'ammissione al campionato di Serie B 2026-2027.

#### Retrocessioni
Le retrocessioni al campionato di Serie D sono nove. Le squadre classificate all'ultimo posto dei gironi al termine della stagione regolare del campionato Serie C sono retrocesse direttamente al campionato di Serie D. Le ulteriori sei retrocessioni saranno regolate, attraverso la disputa dei play-out.

#### Play-out
La disputa dei play-out avviene tra le squadre classificatesi al penultimo, terzultimo, quartultimo e quintultimo posto di ogni girone, secondo la seguente formula:
a) la squadra quintultima classificata disputa una gara di andata ed una gara di ritorno con la squadra penultima classificata; la gara di andata viene disputata sul campo della squadra penultima classificata;
b) la squadra quartultima classificata disputa una gara di andata ed una gara di ritorno con la squadra terzultima classificata; la gara di andata viene disputata sul campo della squadra terzultima classificata;
c) a conclusione delle due gare di cui ai punti a) e b), in caso di parità di punteggio, dopo le gare di ritorno, per determinare la squadra vincente si tiene conto della differenza reti; in caso di ulteriore parità viene considerata vincente la squadra in migliore posizione di classifica al termine della stagione regolare del campionato Serie C. Le squadre che risultano perdenti nelle gare di cui ai punti a) e b), verranno classificate, rispettando l'ordine acquisito nella graduatoria al termine della stagione regolare del campionato Serie C al terzultimo e penultimo posto e, conseguentemente, retrocederanno al campionato di Serie D 2026-2027.
Gli incontri di play-out non si disputano se fra le due squadre ipoteticamente coinvolte il distacco in classifica è superiore agli 8 punti. In questo caso la squadra peggio classificata retrocede direttamente in Serie D.

## Girone A

### Squadre partecipanti
| Club                 | Stagione | Città                              | Stadio                                    | Stagione precedente               |
| -------------------- | -------- | ---------------------------------- | ----------------------------------------- | --------------------------------- |
| AlbinoLeffe          | dettagli | Albino (BG) e Leffe (BG)           | AlbinoLeffe Stadium (Zanica)              | 4º posto in Serie C/A             |
| Alcione              | dettagli | Milano                             | Stadio Ernesto Breda (Sesto San Giovanni) | 12º posto in Serie C/A            |
| Arzignano Valchiampo | dettagli | Arzignano (VI)                     | Stadio Tommaso Dal Molin                  | 10º posto in Serie C/A            |
| Cittadella           | dettagli | Cittadella (PD)                    | Stadio Piercesare Tombolato               | 19º posto in Serie B, retrocesso  |
| Dolomiti Bellunesi   | dettagli | Belluno, Feltre (BL) e Sedico (BL) | Stadio Omero Tognon (Fontanafredda)       | 1º posto in Serie D/C, promosso   |
| Giana Erminio        | dettagli | Gorgonzola (MI)                    | Stadio Città di Gorgonzola                | 6º posto in Serie C/A             |
| Inter U23            | dettagli | Milano                             | U-Power Stadium (Monza)                   | -                                 |
| Lecco                | dettagli | Lecco                              | Stadio Mario Rigamonti-Mario Ceppi        | 13º posto in Serie C/A            |
| Lumezzane            | dettagli | Lumezzane (BS)                     | Stadio Tullio Saleri                      | 15º posto in Serie C/A            |
| Novara               | dettagli | Novara                             | Stadio Silvio Piola                       | 11º posto in Serie C/A            |
| Ospitaletto          | dettagli | Ospitaletto (BS)                   | Stadio Gino Corioni                       | 1º posto in Serie D/B, promosso   |
| Pergolettese         | dettagli | Crema (CR)                         | Stadio Giuseppe Voltini                   | 14º posto in Serie C/A            |
| Pro Patria           | dettagli | Busto Arsizio (VA)                 | Stadio Carlo Speroni                      | 18º posto in Serie C/A, riammesso |
| Pro Vercelli         | dettagli | Vercelli                           | Stadio Silvio Piola                       | 17º posto in Serie C/A            |
| Renate               | dettagli | Renate (MB)                        | Stadio Mino Favini (Meda)                 | 5º posto in Serie C/A             |
| Trento               | dettagli | Trento                             | Stadio Briamasco                          | 7º posto in Serie C/A             |
| Triestina            | dettagli | Trieste                            | Stadio Nereo Rocco                        | 16º posto in Serie C/A            |
| Union Brescia        | dettagli | Brescia                            | Stadio Mario Rigamonti                    | 3º posto in Serie C/A             |
| Vicenza              | dettagli | Vicenza                            | Stadio Romeo Menti                        | 2º posto in Serie C/A             |
| Virtus Verona        | dettagli | Verona                             | Stadio Mario Gavagnin-Sinibaldo Nocini    | 9º posto in Serie C/A             |

### Allenatori e primatisti
| Squadra              | Allenatore         | Giocatore più presente (tra parentesi il numero delle presenze) | Capocannoniere (tra parentesi il numero dei gol segnati) |
| -------------------- | ------------------ | --------------------------------------------------------------- | -------------------------------------------------------- |
| AlbinoLeffe          | Giovanni Lopez     |                                                                 |                                                          |
| Alcione              | Giovanni Cusatis   |                                                                 |                                                          |
| Arzignano Valchiampo | Giuseppe Bianchini |                                                                 |                                                          |
| Cittadella           | Manuel Iori        |                                                                 |                                                          |
| Dolomiti Bellunesi   | Nicola Zanini      |                                                                 |                                                          |
| Giana Erminio        | Vinicio Espinal    |                                                                 |                                                          |
| Inter U23            | Stefano Vecchi     |                                                                 |                                                          |
| Lecco                | Federico Valente   |                                                                 |                                                          |
| Lumezzane            | Massimo Paci       |                                                                 |                                                          |
| Novara               | Andrea Zanchetta   |                                                                 |                                                          |
| Ospitaletto          | Andrea Quaresmini  |                                                                 |                                                          |
| Pergolettese         | Giacomo Curioni    |                                                                 |                                                          |
| Pro Patria           | Leandro Greco      |                                                                 |                                                          |
| Pro Vercelli         | Michele Santoni    |                                                                 |                                                          |
| Renate               | Luciano Foschi     |                                                                 |                                                          |
| Trento               | Luca Tabbiani      |                                                                 |                                                          |
| Triestina            | Giuseppe Marino    |                                                                 |                                                          |
| Union Brescia        | Aimo Diana         |                                                                 |                                                          |
| Vicenza              | Fabio Gallo        |                                                                 |                                                          |
| Virtus Verona        | Luigi Fresco       |                                                                 |                                                          |

### Classifica
|  | Pos. | Squadra              | Pt | G | V | N | P | GF | GS | DR |
|  | ---- | -------------------- | -- | - | - | - | - | -- | -- | -- |
|  | 1.   | AlbinoLeffe          | 0  | 0 | 0 | 0 | 0 | 0  | 0  | +0 |
|  | 2.   | Alcione              | 0  | 0 | 0 | 0 | 0 | 0  | 0  | +0 |
|  | 3.   | Arzignano Valchiampo | 0  | 0 | 0 | 0 | 0 | 0  | 0  | +0 |
|  | 4.   | Cittadella           | 0  | 0 | 0 | 0 | 0 | 0  | 0  | +0 |
|  | 5.   | Dolomiti Bellunesi   | 0  | 0 | 0 | 0 | 0 | 0  | 0  | +0 |
|  | 6.   | Giana Erminio        | 0  | 0 | 0 | 0 | 0 | 0  | 0  | +0 |
|  | 7.   | Inter U23            | 0  | 0 | 0 | 0 | 0 | 0  | 0  | +0 |
|  | 8.   | Lecco                | 0  | 0 | 0 | 0 | 0 | 0  | 0  | +0 |
|  | 9.   | Lumezzane            | 0  | 0 | 0 | 0 | 0 | 0  | 0  | +0 |
|  | 10.  | Novara               | 0  | 0 | 0 | 0 | 0 | 0  | 0  | +0 |
|  | 11.  | Ospitaletto          | 0  | 0 | 0 | 0 | 0 | 0  | 0  | +0 |
|  | 12.  | Pergolettese         | 0  | 0 | 0 | 0 | 0 | 0  | 0  | +0 |
|  | 13.  | Pro Patria           | 0  | 0 | 0 | 0 | 0 | 0  | 0  | +0 |
|  | 14.  | Pro Vercelli         | 0  | 0 | 0 | 0 | 0 | 0  | 0  | +0 |
|  | 15.  | Renate               | 0  | 0 | 0 | 0 | 0 | 0  | 0  | +0 |
|  | 16.  | Trento               | 0  | 0 | 0 | 0 | 0 | 0  | 0  | +0 |
|  | 17.  | Union Brescia        | 0  | 0 | 0 | 0 | 0 | 0  | 0  | +0 |
|  | 18.  | Vicenza              | 0  | 0 | 0 | 0 | 0 | 0  | 0  | +0 |
|  | 19.  | Virtus Verona        | 0  | 0 | 0 | 0 | 0 | 0  | 0  | +0 |
|  | 20.  | Triestina (-7)       | -7 | 0 | 0 | 0 | 0 | 0  | 0  | +0 |

Legenda:
      Promosso in Serie B 2026-2027.
      Ammessa direttamente ai play-off nazionali.
  Ammesso ai play-off o ai play-out.
      Retrocesso in Serie D 2026-2027.
Regolamento:
Tre punti per la vittoria, uno per il pareggio, zero per la sconfitta.
In caso di arrivo di due o più squadre a pari punti, la graduatoria verrà stilata secondo la classifica avulsa tra le squadre interessate che prevede, in ordine, i seguenti criteri:
- Punti negli scontri diretti.
- Differenza reti negli scontri diretti.
- Differenza reti generale.
- Reti realizzate in generale.
- Sorteggio.

Note:
La Triestina ha scontato 7 punti di penalizzazione.

### Tabellone
Ogni riga indica i risultati casalinghi della squadra segnata a inizio della riga, contro le squadre segnate colonna per colonna (che invece avranno giocato l'incontro in trasferta). Al contrario, leggendo la colonna di una squadra si avranno i risultati ottenuti dalla stessa in trasferta, contro le squadre segnate in ogni riga, che invece avranno giocato l'incontro in casa.
|                      | ALB  | ALC  | ARZ  | CIT  | DBE  | GIE  | INT  | LRV  | LEC  | LUM  | NOV  | OSP  | PER  | PPA  | PVE  | REN  | TRE  | TRI  | UBE  | VVE  |
| -------------------- | ---- | ---- | ---- | ---- | ---- | ---- | ---- | ---- | ---- | ---- | ---- | ---- | ---- | ---- | ---- | ---- | ---- | ---- | ---- | ---- |
| AlbinoLeffe          | –––– |      |      |      |      |      |      |      |      |      |      |      |      |      |      |      |      |      |      |      |
| Alcione              |      | –––– |      |      |      |      |      |      |      |      |      |      |      |      |      |      |      |      |      |      |
| Arzignano Valchiampo |      |      | –––– |      |      |      |      |      |      |      |      |      |      |      |      |      |      |      |      |      |
| Cittadella           |      |      |      | –––– |      |      |      |      |      |      |      |      |      |      |      |      |      |      |      |      |
| Dolomiti Bellunesi   |      |      |      |      | –––– |      |      |      |      |      |      |      |      |      |      |      |      |      |      |      |
| Giana Erminio        |      |      |      |      |      | –––– |      |      |      |      |      |      |      |      |      |      |      |      |      |      |
| Inter U23            |      |      |      |      |      |      | –––– |      |      |      |      |      |      |      |      |      |      |      |      |      |
| L.R. Vicenza         |      |      |      |      |      |      |      | –––– |      |      |      |      |      |      |      |      |      |      |      |      |
| Lecco                |      |      |      |      |      |      |      |      | –––– |      |      |      |      |      |      |      |      |      |      |      |
| Lumezzane            |      |      |      |      |      |      |      |      |      | –––– |      |      |      |      |      |      |      |      |      |      |
| Novara               |      |      |      |      |      |      |      |      |      |      | –––– |      |      |      |      |      |      |      |      |      |
| Ospitaletto          |      |      |      |      |      |      |      |      |      |      |      | –––– |      |      |      |      |      |      |      |      |
| Pergolettese         |      |      |      |      |      |      |      |      |      |      |      |      | –––– |      |      |      |      |      |      |      |
| Pro Patria           |      |      |      |      |      |      |      |      |      |      |      |      |      | –––– |      |      |      |      |      |      |
| Pro Vercelli         |      |      |      |      |      |      |      |      |      |      |      |      |      |      | –––– |      |      |      |      |      |
| Renate               |      |      |      |      |      |      |      |      |      |      |      |      |      |      |      | –––– |      |      |      |      |
| Trento               |      |      |      |      |      |      |      |      |      |      |      |      |      |      |      |      | –––– |      |      |      |
| Triestina            |      |      |      |      |      |      |      |      |      |      |      |      |      |      |      |      |      | –––– |      |      |
| Union Brescia        |      |      |      |      |      |      |      |      |      |      |      |      |      |      |      |      |      |      | –––– |      |
| Virtus Verona        |      |      |      |      |      |      |      |      |      |      |      |      |      |      |      |      |      |      |      | –––– |

### Calendario
| andata (1ª) | andata (1ª) | 1ª giornata                        | ritorno (20ª) | ritorno (20ª) |
|             |             |                                    |               |               |
| 24 ago.     | -           | AlbinoLeffe-Dolomiti Bellunesi     | -             | 4 gen.        |
| 24 ago.     | -           | Alcione-Triestina                  | -             | 4 gen.        |
| 24 ago.     | -           | Giana Erminio-Trento               | -             | 4 gen.        |
| 24 ago.     | -           | L.R. Vicenza-Lumezzane             | -             | 4 gen.        |
| 24 ago.     | -           | Lecco-Ospitaletto                  | -             | 4 gen.        |
| 24 ago.     | -           | Novara-Inter U23                   | -             | 4 gen.        |
| 24 ago.     | -           | Pergolettese-Renate                | -             | 4 gen.        |
| 24 ago.     | -           | Pro Patria-Pro Vercelli            | -             | 4 gen.        |
| 24 ago.     | -           | Union Brescia-Arzignano Valchiampo | -             | 4 gen.        |
| 24 ago.     | -           | Virtus Verona-Cittadella           | -             | 4 gen.        |

| andata (2ª) | andata (2ª) | 2ª giornata                        | ritorno (21ª) | ritorno (21ª) |
|             |             |                                    |               |               |
| 31 ago.     | -           | Arzignano Valchiampo-Virtus Verona | -             | 11 gen.       |
| 31 ago.     | -           | Cittadella-Alcione                 | -             | 11 gen.       |
| 31 ago.     | -           | Dolomiti Bellunesi-Novara          | -             | 11 gen.       |
| 31 ago.     | -           | Inter U23-Pro Patria               | -             | 11 gen.       |
| 31 ago.     | -           | Lumezzane-Pergolettese             | -             | 11 gen.       |
| 31 ago.     | -           | Ospitaletto-L.R. Vicenza           | -             | 11 gen.       |
| 31 ago.     | -           | Pro Vercelli-AlbinoLeffe           | -             | 11 gen.       |
| 31 ago.     | -           | Renate-Giana Erminio               | -             | 11 gen.       |
| 31 ago.     | -           | Trento-Union Brescia               | -             | 11 gen.       |
| 31 ago.     | -           | Triestina-Lecco                    | -             | 11 gen.       |

| andata (1ª) | andata (1ª) | 1ª giornata                        | ritorno (20ª) | ritorno (20ª) |
|             |             |                                    |               |               |
| 24 ago.     | -           | AlbinoLeffe-Dolomiti Bellunesi     | -             | 4 gen.        |
| 24 ago.     | -           | Alcione-Triestina                  | -             | 4 gen.        |
| 24 ago.     | -           | Giana Erminio-Trento               | -             | 4 gen.        |
| 24 ago.     | -           | L.R. Vicenza-Lumezzane             | -             | 4 gen.        |
| 24 ago.     | -           | Lecco-Ospitaletto                  | -             | 4 gen.        |
| 24 ago.     | -           | Novara-Inter U23                   | -             | 4 gen.        |
| 24 ago.     | -           | Pergolettese-Renate                | -             | 4 gen.        |
| 24 ago.     | -           | Pro Patria-Pro Vercelli            | -             | 4 gen.        |
| 24 ago.     | -           | Union Brescia-Arzignano Valchiampo | -             | 4 gen.        |
| 24 ago.     | -           | Virtus Verona-Cittadella           | -             | 4 gen.        |

| andata (2ª) | andata (2ª) | 2ª giornata                        | ritorno (21ª) | ritorno (21ª) |
|             |             |                                    |               |               |
| 31 ago.     | -           | Arzignano Valchiampo-Virtus Verona | -             | 11 gen.       |
| 31 ago.     | -           | Cittadella-Alcione                 | -             | 11 gen.       |
| 31 ago.     | -           | Dolomiti Bellunesi-Novara          | -             | 11 gen.       |
| 31 ago.     | -           | Inter U23-Pro Patria               | -             | 11 gen.       |
| 31 ago.     | -           | Lumezzane-Pergolettese             | -             | 11 gen.       |
| 31 ago.     | -           | Ospitaletto-L.R. Vicenza           | -             | 11 gen.       |
| 31 ago.     | -           | Pro Vercelli-AlbinoLeffe           | -             | 11 gen.       |
| 31 ago.     | -           | Renate-Giana Erminio               | -             | 11 gen.       |
| 31 ago.     | -           | Trento-Union Brescia               | -             | 11 gen.       |
| 31 ago.     | -           | Triestina-Lecco                    | -             | 11 gen.       |

| andata (3ª) | andata (3ª) | 3ª giornata                       | ritorno (22ª) | ritorno (22ª) |
|             |             |                                   |               |               |
| 7 set.      | -           | AlbinoLeffe-Renate                | -             | 18 gen.       |
| 7 set.      | -           | Alcione-Lumezzane                 | -             | 18 gen.       |
| 7 set.      | -           | Giana Erminio-Pro Patria          | -             | 18 gen.       |
| 7 set.      | -           | L.R. Vicenza-Arzignano Valchiampo | -             | 18 gen.       |
| 7 set.      | -           | Lecco-Dolomiti Bellunesi          | -             | 18 gen.       |
| 7 set.      | -           | Novara-Trento                     | -             | 18 gen.       |
| 7 set.      | -           | Pergolettese-Cittadella           | -             | 18 gen.       |
| 7 set.      | -           | Triestina-Ospitaletto             | -             | 18 gen.       |
| 7 set.      | -           | Union Brescia-Pro Vercelli        | -             | 18 gen.       |
| 7 set.      | -           | Virtus Verona-Inter U23           | -             | 18 gen.       |

| andata (4ª) | andata (4ª) | 4ª giornata                        | ritorno (23ª) | ritorno (23ª) |
|             |             |                                    |               |               |
| 14 set.     | -           | Arzignano Valchiampo-Giana Erminio | -             | 25 gen.       |
| 14 set.     | -           | Cittadella-L.R. Vicenza            | -             | 25 gen.       |
| 14 set.     | -           | Dolomiti Bellunesi-Alcione         | -             | 25 gen.       |
| 14 set.     | -           | Inter U23-Lecco                    | -             | 25 gen.       |
| 14 set.     | -           | Lumezzane-Triestina                | -             | 25 gen.       |
| 14 set.     | -           | Ospitaletto-Pergolettese           | -             | 25 gen.       |
| 14 set.     | -           | Pro Patria-Novara                  | -             | 25 gen.       |
| 14 set.     | -           | Pro Vercelli-Virtus Verona         | -             | 25 gen.       |
| 14 set.     | -           | Renate-Union Brescia               | -             | 25 gen.       |
| 14 set.     | -           | Trento-AlbinoLeffe                 | -             | 25 gen.       |

| andata (3ª) | andata (3ª) | 3ª giornata                       | ritorno (22ª) | ritorno (22ª) |
|             |             |                                   |               |               |
| 7 set.      | -           | AlbinoLeffe-Renate                | -             | 18 gen.       |
| 7 set.      | -           | Alcione-Lumezzane                 | -             | 18 gen.       |
| 7 set.      | -           | Giana Erminio-Pro Patria          | -             | 18 gen.       |
| 7 set.      | -           | L.R. Vicenza-Arzignano Valchiampo | -             | 18 gen.       |
| 7 set.      | -           | Lecco-Dolomiti Bellunesi          | -             | 18 gen.       |
| 7 set.      | -           | Novara-Trento                     | -             | 18 gen.       |
| 7 set.      | -           | Pergolettese-Cittadella           | -             | 18 gen.       |
| 7 set.      | -           | Triestina-Ospitaletto             | -             | 18 gen.       |
| 7 set.      | -           | Union Brescia-Pro Vercelli        | -             | 18 gen.       |
| 7 set.      | -           | Virtus Verona-Inter U23           | -             | 18 gen.       |

| andata (4ª) | andata (4ª) | 4ª giornata                        | ritorno (23ª) | ritorno (23ª) |
|             |             |                                    |               |               |
| 14 set.     | -           | Arzignano Valchiampo-Giana Erminio | -             | 25 gen.       |
| 14 set.     | -           | Cittadella-L.R. Vicenza            | -             | 25 gen.       |
| 14 set.     | -           | Dolomiti Bellunesi-Alcione         | -             | 25 gen.       |
| 14 set.     | -           | Inter U23-Lecco                    | -             | 25 gen.       |
| 14 set.     | -           | Lumezzane-Triestina                | -             | 25 gen.       |
| 14 set.     | -           | Ospitaletto-Pergolettese           | -             | 25 gen.       |
| 14 set.     | -           | Pro Patria-Novara                  | -             | 25 gen.       |
| 14 set.     | -           | Pro Vercelli-Virtus Verona         | -             | 25 gen.       |
| 14 set.     | -           | Renate-Union Brescia               | -             | 25 gen.       |
| 14 set.     | -           | Trento-AlbinoLeffe                 | -             | 25 gen.       |

| andata (5ª) | andata (5ª) | 5ª giornata                      | ritorno (24ª) | ritorno (24ª) |
|             |             |                                  |               |               |
| 21 set.     | -           | AlbinoLeffe-Cittadella           | -             | 1º feb.       |
| 21 set.     | -           | Alcione-Renate                   | -             | 1º feb.       |
| 21 set.     | -           | L.R. Vicenza-Pro Patria          | -             | 1º feb.       |
| 21 set.     | -           | Lecco-Trento                     | -             | 1º feb.       |
| 21 set.     | -           | Lumezzane-Ospitaletto            | -             | 1º feb.       |
| 21 set.     | -           | Novara-Pro Vercelli              | -             | 1º feb.       |
| 21 set.     | -           | Pergolettese-Inter U23           | -             | 1º feb.       |
| 21 set.     | -           | Triestina-Arzignano Valchiampo   | -             | 1º feb.       |
| 21 set.     | -           | Union Brescia-Giana Erminio      | -             | 1º feb.       |
| 21 set.     | -           | Virtus Verona-Dolomiti Bellunesi | -             | 1º feb.       |

| andata (6ª) | andata (6ª) | 6ª giornata                     | ritorno (25ª) | ritorno (25ª) |
|             |             |                                 |               |               |
| 24 set.     | -           | Arzignano Valchiampo-Alcione    | -             | 8 feb.        |
| 24 set.     | -           | Cittadella-Lumezzane            | -             | 8 feb.        |
| 24 set.     | -           | Dolomiti Bellunesi-L.R. Vicenza | -             | 8 feb.        |
| 24 set.     | -           | Giana Erminio-Virtus Verona     | -             | 8 feb.        |
| 24 set.     | -           | Inter U23-Triestina             | -             | 8 feb.        |
| 24 set.     | -           | Pro Patria-AlbinoLeffe          | -             | 8 feb.        |
| 24 set.     | -           | Pro Vercelli-Lecco              | -             | 8 feb.        |
| 24 set.     | -           | Renate-Ospitaletto              | -             | 8 feb.        |
| 24 set.     | -           | Trento-Pergolettese             | -             | 8 feb.        |
| 24 set.     | -           | Union Brescia-Novara            | -             | 8 feb.        |

| andata (5ª) | andata (5ª) | 5ª giornata                      | ritorno (24ª) | ritorno (24ª) |
|             |             |                                  |               |               |
| 21 set.     | -           | AlbinoLeffe-Cittadella           | -             | 1º feb.       |
| 21 set.     | -           | Alcione-Renate                   | -             | 1º feb.       |
| 21 set.     | -           | L.R. Vicenza-Pro Patria          | -             | 1º feb.       |
| 21 set.     | -           | Lecco-Trento                     | -             | 1º feb.       |
| 21 set.     | -           | Lumezzane-Ospitaletto            | -             | 1º feb.       |
| 21 set.     | -           | Novara-Pro Vercelli              | -             | 1º feb.       |
| 21 set.     | -           | Pergolettese-Inter U23           | -             | 1º feb.       |
| 21 set.     | -           | Triestina-Arzignano Valchiampo   | -             | 1º feb.       |
| 21 set.     | -           | Union Brescia-Giana Erminio      | -             | 1º feb.       |
| 21 set.     | -           | Virtus Verona-Dolomiti Bellunesi | -             | 1º feb.       |

| andata (6ª) | andata (6ª) | 6ª giornata                     | ritorno (25ª) | ritorno (25ª) |
|             |             |                                 |               |               |
| 24 set.     | -           | Arzignano Valchiampo-Alcione    | -             | 8 feb.        |
| 24 set.     | -           | Cittadella-Lumezzane            | -             | 8 feb.        |
| 24 set.     | -           | Dolomiti Bellunesi-L.R. Vicenza | -             | 8 feb.        |
| 24 set.     | -           | Giana Erminio-Virtus Verona     | -             | 8 feb.        |
| 24 set.     | -           | Inter U23-Triestina             | -             | 8 feb.        |
| 24 set.     | -           | Pro Patria-AlbinoLeffe          | -             | 8 feb.        |
| 24 set.     | -           | Pro Vercelli-Lecco              | -             | 8 feb.        |
| 24 set.     | -           | Renate-Ospitaletto              | -             | 8 feb.        |
| 24 set.     | -           | Trento-Pergolettese             | -             | 8 feb.        |
| 24 set.     | -           | Union Brescia-Novara            | -             | 8 feb.        |

| andata (7ª) | andata (7ª) | 7ª giornata                     | ritorno (26ª) | ritorno (26ª) |
|             |             |                                 |               |               |
| 28 set.     | -           | AlbinoLeffe-Novara              | -             | 11 feb.       |
| 28 set.     | -           | Cittadella-Pro Patria           | -             | 11 feb.       |
| 28 set.     | -           | L.R. Vicenza-Pro Vercelli       | -             | 11 feb.       |
| 28 set.     | -           | Lecco-Giana Erminio             | -             | 11 feb.       |
| 28 set.     | -           | Lumezzane-Inter U23             | -             | 11 feb.       |
| 28 set.     | -           | Ospitaletto-Alcione             | -             | 11 feb.       |
| 28 set.     | -           | Pergolettese-Dolomiti Bellunesi | -             | 11 feb.       |
| 28 set.     | -           | Trento-Arzignano Valchiampo     | -             | 11 feb.       |
| 28 set.     | -           | Triestina-Renate                | -             | 11 feb.       |
| 28 set.     | -           | Virtus Verona-Union Brescia     | -             | 11 feb.       |

| andata (8ª) | andata (8ª) | 8ª giornata                      | ritorno (27ª) | ritorno (27ª) |
|             |             |                                  |               |               |
| 5 ott.      | -           | Alcione-L.R. Vicenza             | -             | 18 feb.       |
| 5 ott.      | -           | Arzignano Valchiampo-AlbinoLeffe | -             | 18 feb.       |
| 5 ott.      | -           | Giana Erminio-Lumezzane          | -             | 18 feb.       |
| 5 ott.      | -           | Inter U23-Ospitaletto            | -             | 18 feb.       |
| 5 ott.      | -           | Novara-Triestina                 | -             | 18 feb.       |
| 5 ott.      | -           | Pro Patria-Trento                | -             | 18 feb.       |
| 5 ott.      | -           | Pro Vercelli-Dolomiti Bellunesi  | -             | 18 feb.       |
| 5 ott.      | -           | Renate-Cittadella                | -             | 18 feb.       |
| 5 ott.      | -           | Union Brescia-Pergolettese       | -             | 18 feb.       |
| 5 ott.      | -           | Virtus Verona-Lecco              | -             | 18 feb.       |

| andata (7ª) | andata (7ª) | 7ª giornata                     | ritorno (26ª) | ritorno (26ª) |
|             |             |                                 |               |               |
| 28 set.     | -           | AlbinoLeffe-Novara              | -             | 11 feb.       |
| 28 set.     | -           | Cittadella-Pro Patria           | -             | 11 feb.       |
| 28 set.     | -           | L.R. Vicenza-Pro Vercelli       | -             | 11 feb.       |
| 28 set.     | -           | Lecco-Giana Erminio             | -             | 11 feb.       |
| 28 set.     | -           | Lumezzane-Inter U23             | -             | 11 feb.       |
| 28 set.     | -           | Ospitaletto-Alcione             | -             | 11 feb.       |
| 28 set.     | -           | Pergolettese-Dolomiti Bellunesi | -             | 11 feb.       |
| 28 set.     | -           | Trento-Arzignano Valchiampo     | -             | 11 feb.       |
| 28 set.     | -           | Triestina-Renate                | -             | 11 feb.       |
| 28 set.     | -           | Virtus Verona-Union Brescia     | -             | 11 feb.       |

| andata (8ª) | andata (8ª) | 8ª giornata                      | ritorno (27ª) | ritorno (27ª) |
|             |             |                                  |               |               |
| 5 ott.      | -           | Alcione-L.R. Vicenza             | -             | 18 feb.       |
| 5 ott.      | -           | Arzignano Valchiampo-AlbinoLeffe | -             | 18 feb.       |
| 5 ott.      | -           | Giana Erminio-Lumezzane          | -             | 18 feb.       |
| 5 ott.      | -           | Inter U23-Ospitaletto            | -             | 18 feb.       |
| 5 ott.      | -           | Novara-Triestina                 | -             | 18 feb.       |
| 5 ott.      | -           | Pro Patria-Trento                | -             | 18 feb.       |
| 5 ott.      | -           | Pro Vercelli-Dolomiti Bellunesi  | -             | 18 feb.       |
| 5 ott.      | -           | Renate-Cittadella                | -             | 18 feb.       |
| 5 ott.      | -           | Union Brescia-Pergolettese       | -             | 18 feb.       |
| 5 ott.      | -           | Virtus Verona-Lecco              | -             | 18 feb.       |

| andata (9ª) | andata (9ª) | 9ª giornata                      | ritorno (28ª) | ritorno (28ª) |
|             |             |                                  |               |               |
| 12 ott.     | -           | AlbinoLeffe-Lecco                | -             | 22 feb.       |
| 12 ott.     | -           | Cittadella-Triestina             | -             | 22 feb.       |
| 12 ott.     | -           | Dolomiti Bellunesi-Lumezzane     | -             | 22 feb.       |
| 12 ott.     | -           | Giana Erminio-Novara             | -             | 22 feb.       |
| 12 ott.     | -           | Inter U23-Renate                 | -             | 22 feb.       |
| 12 ott.     | -           | L.R. Vicenza-Virtus Verona       | -             | 22 feb.       |
| 12 ott.     | -           | Ospitaletto-Arzignano Valchiampo | -             | 22 feb.       |
| 12 ott.     | -           | Pergolettese-Alcione             | -             | 22 feb.       |
| 12 ott.     | -           | Renate-Union Brescia             | -             | 22 feb.       |
| 12 ott.     | -           | Trento-Pro Vercelli              | -             | 22 feb.       |

| andata (10ª) | andata (10ª) | 10ª giornata                | ritorno (29ª) | ritorno (29ª) |
|              |              |                             |               |               |
| 19 ott.      | -            | Alcione-Inter U23           | -             | 1º mar.       |
| 19 ott.      | -            | L.R. Vicenza-AlbinoLeffe    | -             | 1º mar.       |
| 19 ott.      | -            | Lecco-Union Brescia         | -             | 1º mar.       |
| 19 ott.      | -            | Lumezzane-Trento            | -             | 1º mar.       |
| 19 ott.      | -            | Novara-Arzignano Valchiampo | -             | 1º mar.       |
| 19 ott.      | -            | Ospitaletto-Cittadella      | -             | 1º mar.       |
| 19 ott.      | -            | Pro Vercelli-Giana Erminio  | -             | 1º mar.       |
| 19 ott.      | -            | Renate-Dolomiti Bellunesi   | -             | 1º mar.       |
| 19 ott.      | -            | Triestina-Pergolettese      | -             | 1º mar.       |
| 19 ott.      | -            | Virtus Verona-Pro Patria    | -             | 1º mar.       |

| andata (9ª) | andata (9ª) | 9ª giornata                      | ritorno (28ª) | ritorno (28ª) |
|             |             |                                  |               |               |
| 12 ott.     | -           | AlbinoLeffe-Lecco                | -             | 22 feb.       |
| 12 ott.     | -           | Cittadella-Triestina             | -             | 22 feb.       |
| 12 ott.     | -           | Dolomiti Bellunesi-Lumezzane     | -             | 22 feb.       |
| 12 ott.     | -           | Giana Erminio-Novara             | -             | 22 feb.       |
| 12 ott.     | -           | Inter U23-Renate                 | -             | 22 feb.       |
| 12 ott.     | -           | L.R. Vicenza-Virtus Verona       | -             | 22 feb.       |
| 12 ott.     | -           | Ospitaletto-Arzignano Valchiampo | -             | 22 feb.       |
| 12 ott.     | -           | Pergolettese-Alcione             | -             | 22 feb.       |
| 12 ott.     | -           | Renate-Union Brescia             | -             | 22 feb.       |
| 12 ott.     | -           | Trento-Pro Vercelli              | -             | 22 feb.       |

| andata (10ª) | andata (10ª) | 10ª giornata                | ritorno (29ª) | ritorno (29ª) |
|              |              |                             |               |               |
| 19 ott.      | -            | Alcione-Inter U23           | -             | 1º mar.       |
| 19 ott.      | -            | L.R. Vicenza-AlbinoLeffe    | -             | 1º mar.       |
| 19 ott.      | -            | Lecco-Union Brescia         | -             | 1º mar.       |
| 19 ott.      | -            | Lumezzane-Trento            | -             | 1º mar.       |
| 19 ott.      | -            | Novara-Arzignano Valchiampo | -             | 1º mar.       |
| 19 ott.      | -            | Ospitaletto-Cittadella      | -             | 1º mar.       |
| 19 ott.      | -            | Pro Vercelli-Giana Erminio  | -             | 1º mar.       |
| 19 ott.      | -            | Renate-Dolomiti Bellunesi   | -             | 1º mar.       |
| 19 ott.      | -            | Triestina-Pergolettese      | -             | 1º mar.       |
| 19 ott.      | -            | Virtus Verona-Pro Patria    | -             | 1º mar.       |

| andata (11ª) | andata (11ª) | 11ª giornata                   | ritorno (30ª) | ritorno (30ª) |
|              |              |                                |               |               |
| 26 ott.      | -            | Arzignano Valchiampo-Lumezzane | -             | 4 mar.        |
| 26 ott.      | -            | Dolomiti Bellunesi-Triestina   | -             | 4 mar.        |
| 26 ott.      | -            | Giana Erminio-Alcione          | -             | 4 mar.        |
| 26 ott.      | -            | Inter U23-Cittadella           | -             | 4 mar.        |
| 26 ott.      | -            | Novara-Virtus Verona           | -             | 4 mar.        |
| 26 ott.      | -            | Pro Patria-Ospitaletto         | -             | 4 mar.        |
| 26 ott.      | -            | Pro Vercelli-Pergolettese      | -             | 4 mar.        |
| 26 ott.      | -            | Renate-Lecco                   | -             | 4 mar.        |
| 26 ott.      | -            | Trento-L.R. Vicenza            | -             | 4 mar.        |
| 26 ott.      | -            | Union Brescia-AlbinoLeffe      | -             | 4 mar.        |

| andata (12ª) | andata (12ª) | 12ª giornata                   | ritorno (31ª) | ritorno (31ª) |
|              |              |                                |               |               |
| 2 nov.       | -            | AlbinoLeffe-Inter U23          | -             | 8 mar.        |
| 2 nov.       | -            | Alcione-Pro Patria             | -             | 8 mar.        |
| 2 nov.       | -            | Cittadella-Pro Vercelli        | -             | 8 mar.        |
| 2 nov.       | -            | L.R. Vicenza-Giana Erminio     | -             | 8 mar.        |
| 2 nov.       | -            | Lecco-Arzignano Valchiampo     | -             | 8 mar.        |
| 2 nov.       | -            | Lumezzane-Renate               | -             | 8 mar.        |
| 2 nov.       | -            | Ospitaletto-Dolomiti Bellunesi | -             | 8 mar.        |
| 2 nov.       | -            | Pergolettese-Novara            | -             | 8 mar.        |
| 2 nov.       | -            | Triestina-Union Brescia        | -             | 8 mar.        |
| 2 nov.       | -            | Virtus Verona-Trento           | -             | 8 mar.        |

| andata (11ª) | andata (11ª) | 11ª giornata                   | ritorno (30ª) | ritorno (30ª) |
|              |              |                                |               |               |
| 26 ott.      | -            | Arzignano Valchiampo-Lumezzane | -             | 4 mar.        |
| 26 ott.      | -            | Dolomiti Bellunesi-Triestina   | -             | 4 mar.        |
| 26 ott.      | -            | Giana Erminio-Alcione          | -             | 4 mar.        |
| 26 ott.      | -            | Inter U23-Cittadella           | -             | 4 mar.        |
| 26 ott.      | -            | Novara-Virtus Verona           | -             | 4 mar.        |
| 26 ott.      | -            | Pro Patria-Ospitaletto         | -             | 4 mar.        |
| 26 ott.      | -            | Pro Vercelli-Pergolettese      | -             | 4 mar.        |
| 26 ott.      | -            | Renate-Lecco                   | -             | 4 mar.        |
| 26 ott.      | -            | Trento-L.R. Vicenza            | -             | 4 mar.        |
| 26 ott.      | -            | Union Brescia-AlbinoLeffe      | -             | 4 mar.        |

| andata (12ª) | andata (12ª) | 12ª giornata                   | ritorno (31ª) | ritorno (31ª) |
|              |              |                                |               |               |
| 2 nov.       | -            | AlbinoLeffe-Inter U23          | -             | 8 mar.        |
| 2 nov.       | -            | Alcione-Pro Patria             | -             | 8 mar.        |
| 2 nov.       | -            | Cittadella-Pro Vercelli        | -             | 8 mar.        |
| 2 nov.       | -            | L.R. Vicenza-Giana Erminio     | -             | 8 mar.        |
| 2 nov.       | -            | Lecco-Arzignano Valchiampo     | -             | 8 mar.        |
| 2 nov.       | -            | Lumezzane-Renate               | -             | 8 mar.        |
| 2 nov.       | -            | Ospitaletto-Dolomiti Bellunesi | -             | 8 mar.        |
| 2 nov.       | -            | Pergolettese-Novara            | -             | 8 mar.        |
| 2 nov.       | -            | Triestina-Union Brescia        | -             | 8 mar.        |
| 2 nov.       | -            | Virtus Verona-Trento           | -             | 8 mar.        |

| andata (13ª) | andata (13ª) | 13ª giornata                      | ritorno (32ª) | ritorno (32ª) |
|              |              |                                   |               |               |
| 9 nov.       | -            | Arzignano Valchiampo-Pergolettese | -             | 15 mar.       |
| 9 nov.       | -            | Dolomiti Bellunesi-Cittadella     | -             | 15 mar.       |
| 9 nov.       | -            | Giana Erminio-AlbinoLeffe         | -             | 15 mar.       |
| 9 nov.       | -            | Inter U23-L.R. Vicenza            | -             | 15 mar.       |
| 9 nov.       | -            | Novara-Lecco                      | -             | 15 mar.       |
| 9 nov.       | -            | Pro Patria-Lumezzane              | -             | 15 mar.       |
| 9 nov.       | -            | Pro Vercelli-Triestina            | -             | 15 mar.       |
| 9 nov.       | -            | Renate-Virtus Verona              | -             | 15 mar.       |
| 9 nov.       | -            | Trento-Ospitaletto                | -             | 15 mar.       |
| 9 nov.       | -            | Union Brescia-Alcione             | -             | 15 mar.       |

| andata (14ª) | andata (14ª) | 14ª giornata                    | ritorno (33ª) | ritorno (33ª) |
|              |              |                                 |               |               |
| 16 nov.      | -            | AlbinoLeffe-Virtus Verona       | -             | 22 mar.       |
| 16 nov.      | -            | Alcione-Novara                  | -             | 22 mar.       |
| 16 nov.      | -            | Cittadella-Arzignano Valchiampo | -             | 22 mar.       |
| 16 nov.      | -            | Dolomiti Bellunesi-Inter U23    | -             | 22 mar.       |
| 16 nov.      | -            | L.R. Vicenza-Renate             | -             | 22 mar.       |
| 16 nov.      | -            | Lecco-Pro Patria                | -             | 22 mar.       |
| 16 nov.      | -            | Lumezzane-Pro Vercelli          | -             | 22 mar.       |
| 16 nov.      | -            | Ospitaletto-Union Brescia       | -             | 22 mar.       |
| 16 nov.      | -            | Pergolettese-Giana Erminio      | -             | 22 mar.       |
| 16 nov.      | -            | Triestina-Trento                | -             | 22 mar.       |

| andata (13ª) | andata (13ª) | 13ª giornata                      | ritorno (32ª) | ritorno (32ª) |
|              |              |                                   |               |               |
| 9 nov.       | -            | Arzignano Valchiampo-Pergolettese | -             | 15 mar.       |
| 9 nov.       | -            | Dolomiti Bellunesi-Cittadella     | -             | 15 mar.       |
| 9 nov.       | -            | Giana Erminio-AlbinoLeffe         | -             | 15 mar.       |
| 9 nov.       | -            | Inter U23-L.R. Vicenza            | -             | 15 mar.       |
| 9 nov.       | -            | Novara-Lecco                      | -             | 15 mar.       |
| 9 nov.       | -            | Pro Patria-Lumezzane              | -             | 15 mar.       |
| 9 nov.       | -            | Pro Vercelli-Triestina            | -             | 15 mar.       |
| 9 nov.       | -            | Renate-Virtus Verona              | -             | 15 mar.       |
| 9 nov.       | -            | Trento-Ospitaletto                | -             | 15 mar.       |
| 9 nov.       | -            | Union Brescia-Alcione             | -             | 15 mar.       |

| andata (14ª) | andata (14ª) | 14ª giornata                    | ritorno (33ª) | ritorno (33ª) |
|              |              |                                 |               |               |
| 16 nov.      | -            | AlbinoLeffe-Virtus Verona       | -             | 22 mar.       |
| 16 nov.      | -            | Alcione-Novara                  | -             | 22 mar.       |
| 16 nov.      | -            | Cittadella-Arzignano Valchiampo | -             | 22 mar.       |
| 16 nov.      | -            | Dolomiti Bellunesi-Inter U23    | -             | 22 mar.       |
| 16 nov.      | -            | L.R. Vicenza-Renate             | -             | 22 mar.       |
| 16 nov.      | -            | Lecco-Pro Patria                | -             | 22 mar.       |
| 16 nov.      | -            | Lumezzane-Pro Vercelli          | -             | 22 mar.       |
| 16 nov.      | -            | Ospitaletto-Union Brescia       | -             | 22 mar.       |
| 16 nov.      | -            | Pergolettese-Giana Erminio      | -             | 22 mar.       |
| 16 nov.      | -            | Triestina-Trento                | -             | 22 mar.       |

| andata (15ª) | andata (15ª) | 15ª giornata                            | ritorno (34ª) | ritorno (34ª) |
|              |              |                                         |               |               |
| 23 nov.      | -            | AlbinoLeffe-Lumezzane                   | -             | 29 mar.       |
| 23 nov.      | -            | Arzignano Valchiampo-Dolomiti Bellunesi | -             | 29 mar.       |
| 23 nov.      | -            | Giana Erminio-Ospitaletto               | -             | 29 mar.       |
| 23 nov.      | -            | Lecco-Cittadella                        | -             | 29 mar.       |
| 23 nov.      | -            | Novara-Renate                           | -             | 29 mar.       |
| 23 nov.      | -            | Pro Patria-Pergolettese                 | -             | 29 mar.       |
| 23 nov.      | -            | Pro Vercelli-Alcione                    | -             | 29 mar.       |
| 23 nov.      | -            | Trento-Inter U23                        | -             | 29 mar.       |
| 23 nov.      | -            | Union Brescia-L.R. Vicenza              | -             | 29 mar.       |
| 23 nov.      | -            | Virtus Verona-Triestina                 | -             | 29 mar.       |

| andata (16ª) | andata (16ª) | 16ª giornata                     | ritorno (35ª) | ritorno (35ª) |
|              |              |                                  |               |               |
| 30 nov.      | -            | Alcione-Trento                   | -             | 4 apr.        |
| 30 nov.      | -            | Cittadella-Union Brescia         | -             | 4 apr.        |
| 30 nov.      | -            | Dolomiti Bellunesi-Giana Erminio | -             | 4 apr.        |
| 30 nov.      | -            | Inter U23-Pro Vercelli           | -             | 4 apr.        |
| 30 nov.      | -            | L.R. Vicenza-Lecco               | -             | 4 apr.        |
| 30 nov.      | -            | Lumezzane-Novara                 | -             | 4 apr.        |
| 30 nov.      | -            | Ospitaletto-Virtus Verona        | -             | 4 apr.        |
| 30 nov.      | -            | Pergolettese-AlbinoLeffe         | -             | 4 apr.        |
| 30 nov.      | -            | Renate-Arzignano Valchiampo      | -             | 4 apr.        |
| 30 nov.      | -            | Triestina-Pro Patria             | -             | 4 apr.        |

| andata (15ª) | andata (15ª) | 15ª giornata                            | ritorno (34ª) | ritorno (34ª) |
|              |              |                                         |               |               |
| 23 nov.      | -            | AlbinoLeffe-Lumezzane                   | -             | 29 mar.       |
| 23 nov.      | -            | Arzignano Valchiampo-Dolomiti Bellunesi | -             | 29 mar.       |
| 23 nov.      | -            | Giana Erminio-Ospitaletto               | -             | 29 mar.       |
| 23 nov.      | -            | Lecco-Cittadella                        | -             | 29 mar.       |
| 23 nov.      | -            | Novara-Renate                           | -             | 29 mar.       |
| 23 nov.      | -            | Pro Patria-Pergolettese                 | -             | 29 mar.       |
| 23 nov.      | -            | Pro Vercelli-Alcione                    | -             | 29 mar.       |
| 23 nov.      | -            | Trento-Inter U23                        | -             | 29 mar.       |
| 23 nov.      | -            | Union Brescia-L.R. Vicenza              | -             | 29 mar.       |
| 23 nov.      | -            | Virtus Verona-Triestina                 | -             | 29 mar.       |

| andata (16ª) | andata (16ª) | 16ª giornata                     | ritorno (35ª) | ritorno (35ª) |
|              |              |                                  |               |               |
| 30 nov.      | -            | Alcione-Trento                   | -             | 4 apr.        |
| 30 nov.      | -            | Cittadella-Union Brescia         | -             | 4 apr.        |
| 30 nov.      | -            | Dolomiti Bellunesi-Giana Erminio | -             | 4 apr.        |
| 30 nov.      | -            | Inter U23-Pro Vercelli           | -             | 4 apr.        |
| 30 nov.      | -            | L.R. Vicenza-Lecco               | -             | 4 apr.        |
| 30 nov.      | -            | Lumezzane-Novara                 | -             | 4 apr.        |
| 30 nov.      | -            | Ospitaletto-Virtus Verona        | -             | 4 apr.        |
| 30 nov.      | -            | Pergolettese-AlbinoLeffe         | -             | 4 apr.        |
| 30 nov.      | -            | Renate-Arzignano Valchiampo      | -             | 4 apr.        |
| 30 nov.      | -            | Triestina-Pro Patria             | -             | 4 apr.        |

| andata (17ª) | andata (17ª) | 17ª giornata                   | ritorno (36ª) | ritorno (36ª) |
|              |              |                                |               |               |
| 7 dic.       | -            | AlbinoLeffe-Ospitaletto        | -             | 12 apr.       |
| 7 dic.       | -            | Arzignano Valchiampo-Inter U23 | -             | 12 apr.       |
| 7 dic.       | -            | Giana Erminio-Triestina        | -             | 12 apr.       |
| 7 dic.       | -            | Lecco-Alcione                  | -             | 12 apr.       |
| 7 dic.       | -            | Novara-L.R. Vicenza            | -             | 12 apr.       |
| 7 dic.       | -            | Pro Patria-Dolomiti Bellunesi  | -             | 12 apr.       |
| 7 dic.       | -            | Pro Vercelli-Renate            | -             | 12 apr.       |
| 7 dic.       | -            | Trento-Cittadella              | -             | 12 apr.       |
| 7 dic.       | -            | Union Brescia-Lumezzane        | -             | 12 apr.       |
| 7 dic.       | -            | Virtus Verona-Pergolettese     | -             | 12 apr.       |

| andata (18ª) | andata (18ª) | 18ª giornata                     | ritorno (37ª) | ritorno (37ª) |
|              |              |                                  |               |               |
| 14 dic.      | -            | Alcione-Virtus Verona            | -             | 19 apr.       |
| 14 dic.      | -            | Arzignano Valchiampo-Pro Patria  | -             | 19 apr.       |
| 14 dic.      | -            | Cittadella-Novara                | -             | 19 apr.       |
| 14 dic.      | -            | Dolomiti Bellunesi-Union Brescia | -             | 19 apr.       |
| 14 dic.      | -            | Inter U23-Giana Erminio          | -             | 19 apr.       |
| 14 dic.      | -            | Lumezzane-Lecco                  | -             | 19 apr.       |
| 14 dic.      | -            | Ospitaletto-Pro Vercelli         | -             | 19 apr.       |
| 14 dic.      | -            | Pergolettese-L.R. Vicenza        | -             | 19 apr.       |
| 14 dic.      | -            | Renate-Trento                    | -             | 19 apr.       |
| 14 dic.      | -            | Triestina-AlbinoLeffe            | -             | 19 apr.       |

| andata (17ª) | andata (17ª) | 17ª giornata                   | ritorno (36ª) | ritorno (36ª) |
|              |              |                                |               |               |
| 7 dic.       | -            | AlbinoLeffe-Ospitaletto        | -             | 12 apr.       |
| 7 dic.       | -            | Arzignano Valchiampo-Inter U23 | -             | 12 apr.       |
| 7 dic.       | -            | Giana Erminio-Triestina        | -             | 12 apr.       |
| 7 dic.       | -            | Lecco-Alcione                  | -             | 12 apr.       |
| 7 dic.       | -            | Novara-L.R. Vicenza            | -             | 12 apr.       |
| 7 dic.       | -            | Pro Patria-Dolomiti Bellunesi  | -             | 12 apr.       |
| 7 dic.       | -            | Pro Vercelli-Renate            | -             | 12 apr.       |
| 7 dic.       | -            | Trento-Cittadella              | -             | 12 apr.       |
| 7 dic.       | -            | Union Brescia-Lumezzane        | -             | 12 apr.       |
| 7 dic.       | -            | Virtus Verona-Pergolettese     | -             | 12 apr.       |

| andata (18ª) | andata (18ª) | 18ª giornata                     | ritorno (37ª) | ritorno (37ª) |
|              |              |                                  |               |               |
| 14 dic.      | -            | Alcione-Virtus Verona            | -             | 19 apr.       |
| 14 dic.      | -            | Arzignano Valchiampo-Pro Patria  | -             | 19 apr.       |
| 14 dic.      | -            | Cittadella-Novara                | -             | 19 apr.       |
| 14 dic.      | -            | Dolomiti Bellunesi-Union Brescia | -             | 19 apr.       |
| 14 dic.      | -            | Inter U23-Giana Erminio          | -             | 19 apr.       |
| 14 dic.      | -            | Lumezzane-Lecco                  | -             | 19 apr.       |
| 14 dic.      | -            | Ospitaletto-Pro Vercelli         | -             | 19 apr.       |
| 14 dic.      | -            | Pergolettese-L.R. Vicenza        | -             | 19 apr.       |
| 14 dic.      | -            | Renate-Trento                    | -             | 19 apr.       |
| 14 dic.      | -            | Triestina-AlbinoLeffe            | -             | 19 apr.       |

| \| andata (19ª) \| andata (19ª) \| 19ª giornata \| ritorno (38ª) \| ritorno (38ª) \| \| \| \| \| \| \| \| 21 dic. \| - \| AlbinoLeffe-Alcione \| - \| 26 apr. \| \| 21 dic. \| - \| Giana Erminio-Cittadella \| - \| 26 apr. \| \| 21 dic. \| - \| L.R. Vicenza-Triestina \| - \| 26 apr. \| \| 21 dic. \| - \| Lecco-Pergolettese \| - \| 26 apr. \| \| 21 dic. \| - \| Novara-Ospitaletto \| - \| 26 apr. \| \| 21 dic. \| - \| Pro Patria-Renate \| - \| 26 apr. \| \| 21 dic. \| - \| Pro Vercelli-Arzignano Valchiampo \| - \| 26 apr. \| \| 21 dic. \| - \| Trento-Dolomiti Bellunesi \| - \| 26 apr. \| \| 21 dic. \| - \| Union Brescia-Inter U23 \| - \| 26 apr. \| \| 21 dic. \| - \| Virtus Verona-Lumezzane \| - \| 26 apr. \| |              |                                   |               |               |
| andata (19ª) | andata (19ª) | 19ª giornata                      | ritorno (38ª) | ritorno (38ª) |
| |              |                                   |               |               |
| 21 dic. | -            | AlbinoLeffe-Alcione               | -             | 26 apr.       |
| 21 dic. | -            | Giana Erminio-Cittadella          | -             | 26 apr.       |
| 21 dic. | -            | L.R. Vicenza-Triestina            | -             | 26 apr.       |
| 21 dic. | -            | Lecco-Pergolettese                | -             | 26 apr.       |
| 21 dic. | -            | Novara-Ospitaletto                | -             | 26 apr.       |
| 21 dic. | -            | Pro Patria-Renate                 | -             | 26 apr.       |
| 21 dic. | -            | Pro Vercelli-Arzignano Valchiampo | -             | 26 apr.       |
| 21 dic. | -            | Trento-Dolomiti Bellunesi         | -             | 26 apr.       |
| 21 dic. | -            | Union Brescia-Inter U23           | -             | 26 apr.       |
| 21 dic. | -            | Virtus Verona-Lumezzane           | -             | 26 apr.       |

| andata (19ª) | andata (19ª) | 19ª giornata                      | ritorno (38ª) | ritorno (38ª) |
|              |              |                                   |               |               |
| 21 dic.      | -            | AlbinoLeffe-Alcione               | -             | 26 apr.       |
| 21 dic.      | -            | Giana Erminio-Cittadella          | -             | 26 apr.       |
| 21 dic.      | -            | L.R. Vicenza-Triestina            | -             | 26 apr.       |
| 21 dic.      | -            | Lecco-Pergolettese                | -             | 26 apr.       |
| 21 dic.      | -            | Novara-Ospitaletto                | -             | 26 apr.       |
| 21 dic.      | -            | Pro Patria-Renate                 | -             | 26 apr.       |
| 21 dic.      | -            | Pro Vercelli-Arzignano Valchiampo | -             | 26 apr.       |
| 21 dic.      | -            | Trento-Dolomiti Bellunesi         | -             | 26 apr.       |
| 21 dic.      | -            | Union Brescia-Inter U23           | -             | 26 apr.       |
| 21 dic.      | -            | Virtus Verona-Lumezzane           | -             | 26 apr.       |

### Statistiche

#### Squadre

##### Primati stagionali
Squadre
- Maggior numero di vittorie:
- Maggior numero di pareggi:
- Maggior numero di sconfitte:
- Minor numero di vittorie:
- Minor numero di pareggi:
- Minor numero di sconfitte:
- Miglior attacco:
- Peggior attacco:
- Miglior difesa:
- Peggior difesa:
- Miglior differenza reti:
- Peggior differenza reti:
- Miglior serie positiva:
- Peggior serie negativa:
- Maggior numero di vittorie consecutive:
- Maggior numero di pareggi consecutivi:

Partite
- Partita con più reti:
- Partita con maggiore scarto di gol:
- Pareggio con più gol:
- Giornata con maggior numero di gol:
- Giornata con minor numero di gol:
- Maggior numero di pareggi in una giornata:

### Individuali

#### Classifica marcatori
| Gol | Rigori |  | Giocatore | Squadra |
| --- | ------ |  | --------- | ------- |

## Girone B

### Squadre partecipanti
| Club                | Stagione | Città                         | Stadio                                   | Stagione precedente              |
| ------------------- | -------- | ----------------------------- | ---------------------------------------- | -------------------------------- |
| Arezzo              | dettagli | Arezzo                        | Stadio Città di Arezzo                   | 5º posto in Serie C/B            |
| Ascoli              | dettagli | Ascoli Piceno                 | Stadio Cino e Lillo Del Duca             | 15º posto in Serie C/B           |
| Bra                 | dettagli | Bra (CN)                      | Stadio Giuseppe Sivori (Sestri Levante)  | 1º posto in Serie D/A, promosso  |
| Campobasso          | dettagli | Campobasso                    | Stadio Antonio Molinari                  | 14º posto in Serie C/B           |
| Carpi               | dettagli | Carpi (MO)                    | Stadio Sandro Cabassi                    | 13º posto in Serie C/B           |
| Forlì               | dettagli | Forlì                         | Stadio Tullo Morgagni                    | 1º posto in Serie D/D, promosso  |
| Gubbio              | dettagli | Gubbio (PG)                   | Stadio Pietro Barbetti                   | 11º posto in Serie C/B           |
| Guidonia Montecelio | dettagli | Guidonia Montecelio (RM)      | Stadio Domenico Francioni (Latina)       | 1º posto in Serie D/G, promosso  |
| Juventus Next Gen   | dettagli | Torino                        | Stadio Giuseppe Moccagatta (Alessandria) | 9º posto in Serie C/C            |
| Livorno             | dettagli | Livorno                       | Stadio Armando Picchi                    | 1º posto in Serie D/E, promosso  |
| Perugia             | dettagli | Perugia                       | Stadio Renato Curi                       | 12º posto in Serie C/B           |
| Pianese             | dettagli | Piancastagnaio (SI)           | Stadio comunale di Piancastagnaio        | 8º posto in Serie C/B            |
| Pineto              | dettagli | Pineto (TE)                   | Stadio Mimmo Pavone-Alessandro Mariani   | 7º posto in Serie C/B            |
| Pontedera           | dettagli | Pontedera (PI)                | Stadio Ettore Mannucci                   | 10º posto in Serie C/B           |
| Ravenna             | dettagli | Ravenna                       | Stadio Bruno Benelli                     | 2º posto in Serie D/D, ripescato |
| Rimini              | dettagli | Rimini                        | Stadio Romeo Neri                        | 9º posto in Serie C/B            |
| Sambenedettese      | dettagli | San Benedetto del Tronto (AP) | Stadio Riviera delle Palme               | 1º posto in Serie D/F, promosso  |
| Ternana             | dettagli | Terni                         | Stadio Libero Liberati                   | 2º posto in Serie C/B            |
| Torres              | dettagli | Sassari                       | Stadio Vanni Sanna                       | 3º posto in Serie C/B            |
| Vis Pesaro          | dettagli | Pesaro                        | Stadio Tonino Benelli                    | 6º posto in Serie C/B            |

### Allenatori e primatisti
| Squadra             | Allenatore            | Giocatore più presente (tra parentesi il numero delle presenze) | Capocannoniere (tra parentesi il numero dei gol segnati) |
| ------------------- | --------------------- | --------------------------------------------------------------- | -------------------------------------------------------- |
| Arezzo              | Cristian Bucchi       |                                                                 |                                                          |
| Ascoli              | Francesco Tomei       |                                                                 |                                                          |
| Bra                 | Fabio Nisticò         |                                                                 |                                                          |
| Campobasso          | Luciano Zauri         |                                                                 |                                                          |
| Carpi               | Stefano Cassani       |                                                                 |                                                          |
| Forlì               | Alessandro Miramari   |                                                                 |                                                          |
| Gubbio              | Domenico Di Carlo     |                                                                 |                                                          |
| Guidonia Montecelio | Ciro Ginestra         |                                                                 |                                                          |
| Juventus Next Gen   | Massimo Brambilla     |                                                                 |                                                          |
| Livorno             | Alessandro Formisano  |                                                                 |                                                          |
| Perugia             | Vincenzo Cangelosi    |                                                                 |                                                          |
| Pianese             | Alessandro Birindelli |                                                                 |                                                          |
| Pineto              | Ivan Tisci            |                                                                 |                                                          |
| Pontedera           | Leonardo Menichini    |                                                                 |                                                          |
| Ravenna             | Marco Marchionni      |                                                                 |                                                          |
| Rimini              | Piero Braglia         |                                                                 |                                                          |
| Sambenedettese      | Ottavio Palladini     |                                                                 |                                                          |
| Ternana             | Fabio Liverani        |                                                                 |                                                          |
| Torres              | Michele Pazienza      |                                                                 |                                                          |
| Vis Pesaro          | Roberto Stellone      |                                                                 |                                                          |

### Classifica finale
|  | Pos. | Squadra             | Pt | G | V | N | P | GF | GS | DR |
|  | ---- | ------------------- | -- | - | - | - | - | -- | -- | -- |
|  | 1.   | Arezzo              | 0  | 0 | 0 | 0 | 0 | 0  | 0  | +0 |
|  | 2.   | Ascoli              | 0  | 0 | 0 | 0 | 0 | 0  | 0  | +0 |
|  | 3.   | Bra                 | 0  | 0 | 0 | 0 | 0 | 0  | 0  | +0 |
|  | 4.   | Campobasso          | 0  | 0 | 0 | 0 | 0 | 0  | 0  | +0 |
|  | 5.   | Carpi               | 0  | 0 | 0 | 0 | 0 | 0  | 0  | +0 |
|  | 6.   | Forlì               | 0  | 0 | 0 | 0 | 0 | 0  | 0  | +0 |
|  | 7.   | Gubbio              | 0  | 0 | 0 | 0 | 0 | 0  | 0  | +0 |
|  | 8.   | Guidonia Montecelio | 0  | 0 | 0 | 0 | 0 | 0  | 0  | +0 |
|  | 9.   | Juventus Next Gen   | 0  | 0 | 0 | 0 | 0 | 0  | 0  | +0 |
|  | 10.  | Livorno             | 0  | 0 | 0 | 0 | 0 | 0  | 0  | +0 |
|  | 11.  | Perugia             | 0  | 0 | 0 | 0 | 0 | 0  | 0  | +0 |
|  | 12.  | Pianese             | 0  | 0 | 0 | 0 | 0 | 0  | 0  | +0 |
|  | 13.  | Pineto              | 0  | 0 | 0 | 0 | 0 | 0  | 0  | +0 |
|  | 14.  | Pontedera           | 0  | 0 | 0 | 0 | 0 | 0  | 0  | +0 |
|  | 15.  | Ravenna             | 0  | 0 | 0 | 0 | 0 | 0  | 0  | +0 |
|  | 16.  | Rimini              | 0  | 0 | 0 | 0 | 0 | 0  | 0  | +0 |
|  | 17.  | Sambenedettese      | 0  | 0 | 0 | 0 | 0 | 0  | 0  | +0 |
|  | 18.  | Ternana             | 0  | 0 | 0 | 0 | 0 | 0  | 0  | +0 |
|  | 19.  | Torres              | 0  | 0 | 0 | 0 | 0 | 0  | 0  | +0 |
|  | 20.  | Vis Pesaro          | 0  | 0 | 0 | 0 | 0 | 0  | 0  | +0 |

      Promosso in Serie B 2026-2027.
      Ammessa direttamente ai play-off nazionali.
  Ammesso ai play-off o ai play-out.
      Retrocesso in Serie D 2026-2027.
Tre punti per la vittoria, uno per il pareggio, zero per la sconfitta.
In caso di arrivo di due o più squadre a pari punti, la graduatoria verrà stilata secondo la classifica avulsa tra le squadre interessate che prevede, in ordine, i seguenti criteri:
- Punti negli scontri diretti.
- Differenza reti negli scontri diretti.
- Differenza reti generale.
- Reti realizzate in generale.
- Sorteggio.

Note:

### Tabellone
Ogni riga indica i risultati casalinghi della squadra segnata a inizio della riga, contro le squadre segnate colonna per colonna (che invece avranno giocato l'incontro in trasferta). Al contrario, leggendo la colonna di una squadra si avranno i risultati ottenuti dalla stessa in trasferta, contro le squadre segnate in ogni riga, che invece avranno giocato l'incontro in casa.
|                     | ARE  | ASC  | BRA  | CAM  | CAR  | FOR  | GUB  | GUI  | JNG  | LIV  | PER  | PIA  | PIN  | PON  | RAV  | RIM  | SAM  | TER  | TOR  | VPE  |
| ------------------- | ---- | ---- | ---- | ---- | ---- | ---- | ---- | ---- | ---- | ---- | ---- | ---- | ---- | ---- | ---- | ---- | ---- | ---- | ---- | ---- |
| Arezzo              | –––– |      |      |      |      |      |      |      |      |      |      |      |      |      |      |      |      |      |      |      |
| Ascoli              |      | –––– |      |      |      |      |      |      |      |      |      |      |      |      |      |      |      |      |      |      |
| Bra                 |      |      | –––– |      |      |      |      |      |      |      |      |      |      |      |      |      |      |      |      |      |
| Campobasso          |      |      |      | –––– |      |      |      |      |      |      |      |      |      |      |      |      |      |      |      |      |
| Carpi               |      |      |      |      | –––– |      |      |      |      |      |      |      |      |      |      |      |      |      |      |      |
| Forlì               |      |      |      |      |      | –––– |      |      |      |      |      |      |      |      |      |      |      |      |      |      |
| Gubbio              |      |      |      |      |      |      | –––– |      |      |      |      |      |      |      |      |      |      |      |      |      |
| Guidonia Montecelio |      |      |      |      |      |      |      | –––– |      |      |      |      |      |      |      |      |      |      |      |      |
| Juventus Next Gen   |      |      |      |      |      |      |      |      | –––– |      |      |      |      |      |      |      |      |      |      |      |
| Livorno             |      |      |      |      |      |      |      |      |      | –––– |      |      |      |      |      |      |      |      |      |      |
| Perugia             |      |      |      |      |      |      |      |      |      |      | –––– |      |      |      |      |      |      |      |      |      |
| Pianese             |      |      |      |      |      |      |      |      |      |      |      | –––– |      |      |      |      |      |      |      |      |
| Pineto              |      |      |      |      |      |      |      |      |      |      |      |      | –––– |      |      |      |      |      |      |      |
| Pontedera           |      |      |      |      |      |      |      |      |      |      |      |      |      | –––– |      |      |      |      |      |      |
| Ravenna             |      |      |      |      |      |      |      |      |      |      |      |      |      |      | –––– |      |      |      |      |      |
| Rimini              |      |      |      |      |      |      |      |      |      |      |      |      |      |      |      | –––– |      |      |      |      |
| Sambenedettese      |      |      |      |      |      |      |      |      |      |      |      |      |      |      |      |      | –––– |      |      |      |
| Ternana             |      |      |      |      |      |      |      |      |      |      |      |      |      |      |      |      |      | –––– |      |      |
| Torres              |      |      |      |      |      |      |      |      |      |      |      |      |      |      |      |      |      |      | –––– |      |
| Vis Pesaro          |      |      |      |      |      |      |      |      |      |      |      |      |      |      |      |      |      |      |      | –––– |

### Calendario
| andata (1ª) | andata (1ª) | 1ª giornata                 | ritorno (20ª) | ritorno (20ª) |
|             |             |                             |               |               |
| 24 ago.     | -           | Arezzo-Forlì                | -             | 4 gen.        |
| 24 ago.     | -           | Ascoli-Pianese              | -             | 4 gen.        |
| 24 ago.     | -           | Carpi-Juventus Next Gen     | -             | 4 gen.        |
| 24 ago.     | -           | Livorno-Ternana             | -             | 4 gen.        |
| 24 ago.     | -           | Perugia-Guidonia Montecelio | -             | 4 gen.        |
| 24 ago.     | -           | Pineto-Vis Pesaro           | -             | 4 gen.        |
| 24 ago.     | -           | Ravenna-Campobasso          | -             | 4 gen.        |
| 24 ago.     | -           | Rimini-Gubbio               | -             | 4 gen.        |
| 24 ago.     | -           | Sambenedettese-Bra          | -             | 4 gen.        |
| 24 ago.     | -           | Torres-Pontedera            | -             | 4 gen.        |

| andata (2ª) | andata (2ª) | 2ª giornata                | ritorno (21ª) | ritorno (21ª) |
|             |             |                            |               |               |
| 31 ago.     | -           | Bra-Perugia                | -             | 11 gen.       |
| 31 ago.     | -           | Campobasso-Torres          | -             | 11 gen.       |
| 31 ago.     | -           | Forlì-Ravenna              | -             | 11 gen.       |
| 31 ago.     | -           | Gubbio-Sambenedettese      | -             | 11 gen.       |
| 31 ago.     | -           | Guidonia Montecelio-Pineto | -             | 11 gen.       |
| 31 ago.     | -           | Juventus Next Gen-Livorno  | -             | 11 gen.       |
| 31 ago.     | -           | Pianese-Carpi              | -             | 11 gen.       |
| 31 ago.     | -           | Pontedera-Arezzo           | -             | 11 gen.       |
| 31 ago.     | -           | Ternana-Ascoli             | -             | 11 gen.       |
| 31 ago.     | -           | Vis Pesaro-Rimini          | -             | 11 gen.       |

| andata (1ª) | andata (1ª) | 1ª giornata                 | ritorno (20ª) | ritorno (20ª) |
|             |             |                             |               |               |
| 24 ago.     | -           | Arezzo-Forlì                | -             | 4 gen.        |
| 24 ago.     | -           | Ascoli-Pianese              | -             | 4 gen.        |
| 24 ago.     | -           | Carpi-Juventus Next Gen     | -             | 4 gen.        |
| 24 ago.     | -           | Livorno-Ternana             | -             | 4 gen.        |
| 24 ago.     | -           | Perugia-Guidonia Montecelio | -             | 4 gen.        |
| 24 ago.     | -           | Pineto-Vis Pesaro           | -             | 4 gen.        |
| 24 ago.     | -           | Ravenna-Campobasso          | -             | 4 gen.        |
| 24 ago.     | -           | Rimini-Gubbio               | -             | 4 gen.        |
| 24 ago.     | -           | Sambenedettese-Bra          | -             | 4 gen.        |
| 24 ago.     | -           | Torres-Pontedera            | -             | 4 gen.        |

| andata (2ª) | andata (2ª) | 2ª giornata                | ritorno (21ª) | ritorno (21ª) |
|             |             |                            |               |               |
| 31 ago.     | -           | Bra-Perugia                | -             | 11 gen.       |
| 31 ago.     | -           | Campobasso-Torres          | -             | 11 gen.       |
| 31 ago.     | -           | Forlì-Ravenna              | -             | 11 gen.       |
| 31 ago.     | -           | Gubbio-Sambenedettese      | -             | 11 gen.       |
| 31 ago.     | -           | Guidonia Montecelio-Pineto | -             | 11 gen.       |
| 31 ago.     | -           | Juventus Next Gen-Livorno  | -             | 11 gen.       |
| 31 ago.     | -           | Pianese-Carpi              | -             | 11 gen.       |
| 31 ago.     | -           | Pontedera-Arezzo           | -             | 11 gen.       |
| 31 ago.     | -           | Ternana-Ascoli             | -             | 11 gen.       |
| 31 ago.     | -           | Vis Pesaro-Rimini          | -             | 11 gen.       |

| andata (3ª) | andata (3ª) | 3ª giornata                 | ritorno (22ª) | ritorno (22ª) |
|             |             |                             |               |               |
| 7 set.      | -           | Arezzo-Vis Pesaro           | -             | 18 gen.       |
| 7 set.      | -           | Ascoli-Juventus Next Gen    | -             | 18 gen.       |
| 7 set.      | -           | Carpi-Campobasso            | -             | 18 gen.       |
| 7 set.      | -           | Gubbio-Perugia              | -             | 18 gen.       |
| 7 set.      | -           | Livorno-Guidonia Montecelio | -             | 18 gen.       |
| 7 set.      | -           | Pineto-Pontedera            | -             | 18 gen.       |
| 7 set.      | -           | Ravenna-Bra                 | -             | 18 gen.       |
| 7 set.      | -           | Rimini-Ternana              | -             | 18 gen.       |
| 7 set.      | -           | Sambenedettese-Forlì        | -             | 18 gen.       |
| 7 set.      | -           | Torres-Pianese              | -             | 18 gen.       |

| andata (4ª) | andata (4ª) | 4ª giornata                 | ritorno (23ª) | ritorno (23ª) |
|             |             |                             |               |               |
| 14 set.     | -           | Bra-Torres                  | -             | 25 gen.       |
| 14 set.     | -           | Campobasso-Pineto           | -             | 25 gen.       |
| 14 set.     | -           | Forlì-Gubbio                | -             | 25 gen.       |
| 14 set.     | -           | Guidonia Montecelio-Ravenna | -             | 25 gen.       |
| 14 set.     | -           | Juventus Next Gen-Arezzo    | -             | 25 gen.       |
| 14 set.     | -           | Perugia-Ascoli              | -             | 25 gen.       |
| 14 set.     | -           | Pianese-Sambenedettese      | -             | 25 gen.       |
| 14 set.     | -           | Pontedera-Rimini            | -             | 25 gen.       |
| 14 set.     | -           | Ternana-Carpi               | -             | 25 gen.       |
| 14 set.     | -           | Vis Pesaro-Livorno          | -             | 25 gen.       |

| andata (3ª) | andata (3ª) | 3ª giornata                 | ritorno (22ª) | ritorno (22ª) |
|             |             |                             |               |               |
| 7 set.      | -           | Arezzo-Vis Pesaro           | -             | 18 gen.       |
| 7 set.      | -           | Ascoli-Juventus Next Gen    | -             | 18 gen.       |
| 7 set.      | -           | Carpi-Campobasso            | -             | 18 gen.       |
| 7 set.      | -           | Gubbio-Perugia              | -             | 18 gen.       |
| 7 set.      | -           | Livorno-Guidonia Montecelio | -             | 18 gen.       |
| 7 set.      | -           | Pineto-Pontedera            | -             | 18 gen.       |
| 7 set.      | -           | Ravenna-Bra                 | -             | 18 gen.       |
| 7 set.      | -           | Rimini-Ternana              | -             | 18 gen.       |
| 7 set.      | -           | Sambenedettese-Forlì        | -             | 18 gen.       |
| 7 set.      | -           | Torres-Pianese              | -             | 18 gen.       |

| andata (4ª) | andata (4ª) | 4ª giornata                 | ritorno (23ª) | ritorno (23ª) |
|             |             |                             |               |               |
| 14 set.     | -           | Bra-Torres                  | -             | 25 gen.       |
| 14 set.     | -           | Campobasso-Pineto           | -             | 25 gen.       |
| 14 set.     | -           | Forlì-Gubbio                | -             | 25 gen.       |
| 14 set.     | -           | Guidonia Montecelio-Ravenna | -             | 25 gen.       |
| 14 set.     | -           | Juventus Next Gen-Arezzo    | -             | 25 gen.       |
| 14 set.     | -           | Perugia-Ascoli              | -             | 25 gen.       |
| 14 set.     | -           | Pianese-Sambenedettese      | -             | 25 gen.       |
| 14 set.     | -           | Pontedera-Rimini            | -             | 25 gen.       |
| 14 set.     | -           | Ternana-Carpi               | -             | 25 gen.       |
| 14 set.     | -           | Vis Pesaro-Livorno          | -             | 25 gen.       |

| andata (5ª) | andata (5ª) | 5ª giornata                | ritorno (24ª) | ritorno (24ª) |
|             |             |                            |               |               |
| 21 set.     | -           | Arezzo-Guidonia Montecelio | -             | 1º feb.       |
| 21 set.     | -           | Gubbio-Bra                 | -             | 1º feb.       |
| 21 set.     | -           | Livorno-Ascoli             | -             | 1º feb.       |
| 21 set.     | -           | Pineto-Juventus Next Gen   | -             | 1º feb.       |
| 21 set.     | -           | Pontedera-Campobasso       | -             | 1º feb.       |
| 21 set.     | -           | Ravenna-Perugia            | -             | 1º feb.       |
| 21 set.     | -           | Rimini-Forlì               | -             | 1º feb.       |
| 21 set.     | -           | Sambenedettese-Carpi       | -             | 1º feb.       |
| 21 set.     | -           | Torres-Ternana             | -             | 1º feb.       |
| 21 set.     | -           | Vis Pesaro-Pianese         | -             | 1º feb.       |

| andata (6ª) | andata (6ª) | 6ª giornata                | ritorno (25ª) | ritorno (25ª) |
|             |             |                            |               |               |
| 24 set.     | -           | Ascoli-Pineto              | -             | 8 feb.        |
| 24 set.     | -           | Bra-Livorno                | -             | 8 feb.        |
| 24 set.     | -           | Campobasso-Gubbio          | -             | 8 feb.        |
| 24 set.     | -           | Carpi-Ravenna              | -             | 8 feb.        |
| 24 set.     | -           | Forlì-Vis Pesaro           | -             | 8 feb.        |
| 24 set.     | -           | Guidonia Montecelio-Rimini | -             | 8 feb.        |
| 24 set.     | -           | Juventus Next Gen-Torres   | -             | 8 feb.        |
| 24 set.     | -           | Perugia-Sambenedettese     | -             | 8 feb.        |
| 24 set.     | -           | Pianese-Arezzo             | -             | 8 feb.        |
| 24 set.     | -           | Ternana-Pontedera          | -             | 8 feb.        |

| andata (5ª) | andata (5ª) | 5ª giornata                | ritorno (24ª) | ritorno (24ª) |
|             |             |                            |               |               |
| 21 set.     | -           | Arezzo-Guidonia Montecelio | -             | 1º feb.       |
| 21 set.     | -           | Gubbio-Bra                 | -             | 1º feb.       |
| 21 set.     | -           | Livorno-Ascoli             | -             | 1º feb.       |
| 21 set.     | -           | Pineto-Juventus Next Gen   | -             | 1º feb.       |
| 21 set.     | -           | Pontedera-Campobasso       | -             | 1º feb.       |
| 21 set.     | -           | Ravenna-Perugia            | -             | 1º feb.       |
| 21 set.     | -           | Rimini-Forlì               | -             | 1º feb.       |
| 21 set.     | -           | Sambenedettese-Carpi       | -             | 1º feb.       |
| 21 set.     | -           | Torres-Ternana             | -             | 1º feb.       |
| 21 set.     | -           | Vis Pesaro-Pianese         | -             | 1º feb.       |

| andata (6ª) | andata (6ª) | 6ª giornata                | ritorno (25ª) | ritorno (25ª) |
|             |             |                            |               |               |
| 24 set.     | -           | Ascoli-Pineto              | -             | 8 feb.        |
| 24 set.     | -           | Bra-Livorno                | -             | 8 feb.        |
| 24 set.     | -           | Campobasso-Gubbio          | -             | 8 feb.        |
| 24 set.     | -           | Carpi-Ravenna              | -             | 8 feb.        |
| 24 set.     | -           | Forlì-Vis Pesaro           | -             | 8 feb.        |
| 24 set.     | -           | Guidonia Montecelio-Rimini | -             | 8 feb.        |
| 24 set.     | -           | Juventus Next Gen-Torres   | -             | 8 feb.        |
| 24 set.     | -           | Perugia-Sambenedettese     | -             | 8 feb.        |
| 24 set.     | -           | Pianese-Arezzo             | -             | 8 feb.        |
| 24 set.     | -           | Ternana-Pontedera          | -             | 8 feb.        |

| andata (7ª) | andata (7ª) | 7ª giornata                      | ritorno (26ª) | ritorno (26ª) |
|             |             |                                  |               |               |
| 28 set.     | -           | Arezzo-Carpi                     | -             | 11 feb.       |
| 28 set.     | -           | Bra-Guidonia Montecelio          | -             | 11 feb.       |
| 28 set.     | -           | Livorno-Campobasso               | -             | 11 feb.       |
| 28 set.     | -           | Perugia-Pianese                  | -             | 11 feb.       |
| 28 set.     | -           | Pineto-Rimini                    | -             | 11 feb.       |
| 28 set.     | -           | Pontedera-Forlì                  | -             | 11 feb.       |
| 28 set.     | -           | Ravenna-Ternana                  | -             | 11 feb.       |
| 28 set.     | -           | Sambenedettese-Juventus Next Gen | -             | 11 feb.       |
| 28 set.     | -           | Torres-Ascoli                    | -             | 11 feb.       |
| 28 set.     | -           | Vis Pesaro-Gubbio                | -             | 11 feb.       |

| andata (8ª) | andata (8ª) | 8ª giornata               | ritorno (27ª) | ritorno (27ª) |
|             |             |                           |               |               |
| 5 ott.      | -           | Ascoli-Bra                | -             | 18 feb.       |
| 5 ott.      | -           | Campobasso-Vis Pesaro     | -             | 18 feb.       |
| 5 ott.      | -           | Carpi-Perugia             | -             | 18 feb.       |
| 5 ott.      | -           | Forlì-Guidonia Montecelio | -             | 18 feb.       |
| 5 ott.      | -           | Gubbio-Pontedera          | -             | 18 feb.       |
| 5 ott.      | -           | Juventus Next Gen-Ravenna | -             | 18 feb.       |
| 5 ott.      | -           | Pianese-Livorno           | -             | 18 feb.       |
| 5 ott.      | -           | Rimini-Arezzo             | -             | 18 feb.       |
| 5 ott.      | -           | Ternana-Pineto            | -             | 18 feb.       |
| 5 ott.      | -           | Torres-Sambenedettese     | -             | 18 feb.       |

| andata (7ª) | andata (7ª) | 7ª giornata                      | ritorno (26ª) | ritorno (26ª) |
|             |             |                                  |               |               |
| 28 set.     | -           | Arezzo-Carpi                     | -             | 11 feb.       |
| 28 set.     | -           | Bra-Guidonia Montecelio          | -             | 11 feb.       |
| 28 set.     | -           | Livorno-Campobasso               | -             | 11 feb.       |
| 28 set.     | -           | Perugia-Pianese                  | -             | 11 feb.       |
| 28 set.     | -           | Pineto-Rimini                    | -             | 11 feb.       |
| 28 set.     | -           | Pontedera-Forlì                  | -             | 11 feb.       |
| 28 set.     | -           | Ravenna-Ternana                  | -             | 11 feb.       |
| 28 set.     | -           | Sambenedettese-Juventus Next Gen | -             | 11 feb.       |
| 28 set.     | -           | Torres-Ascoli                    | -             | 11 feb.       |
| 28 set.     | -           | Vis Pesaro-Gubbio                | -             | 11 feb.       |

| andata (8ª) | andata (8ª) | 8ª giornata               | ritorno (27ª) | ritorno (27ª) |
|             |             |                           |               |               |
| 5 ott.      | -           | Ascoli-Bra                | -             | 18 feb.       |
| 5 ott.      | -           | Campobasso-Vis Pesaro     | -             | 18 feb.       |
| 5 ott.      | -           | Carpi-Perugia             | -             | 18 feb.       |
| 5 ott.      | -           | Forlì-Guidonia Montecelio | -             | 18 feb.       |
| 5 ott.      | -           | Gubbio-Pontedera          | -             | 18 feb.       |
| 5 ott.      | -           | Juventus Next Gen-Ravenna | -             | 18 feb.       |
| 5 ott.      | -           | Pianese-Livorno           | -             | 18 feb.       |
| 5 ott.      | -           | Rimini-Arezzo             | -             | 18 feb.       |
| 5 ott.      | -           | Ternana-Pineto            | -             | 18 feb.       |
| 5 ott.      | -           | Torres-Sambenedettese     | -             | 18 feb.       |

| andata (9ª) | andata (9ª) | 9ª giornata                  | ritorno (28ª) | ritorno (28ª) |
|             |             |                              |               |               |
| 12 ott.     | -           | Arezzo-Gubbio                | -             | 22 feb.       |
| 12 ott.     | -           | Ascoli-Pontedera             | -             | 22 feb.       |
| 12 ott.     | -           | Bra-Carpi                    | -             | 22 feb.       |
| 12 ott.     | -           | Forlì-Ternana                | -             | 22 feb.       |
| 12 ott.     | -           | Guidonia Montecelio-Pianese  | -             | 22 feb.       |
| 12 ott.     | -           | Juventus Next Gen-Campobasso | -             | 22 feb.       |
| 12 ott.     | -           | Perugia-Rimini               | -             | 22 feb.       |
| 12 ott.     | -           | Pineto-Livorno               | -             | 22 feb.       |
| 12 ott.     | -           | Sambenedettese-Ravenna       | -             | 22 feb.       |
| 12 ott.     | -           | Vis Pesaro-Torres            | -             | 22 feb.       |

| andata (10ª) | andata (10ª) | 10ª giornata               | ritorno (29ª) | ritorno (29ª) |
|              |              |                            |               |               |
| 19 ott.      | -            | Campobasso-Ternana         | -             | 1º mar.       |
| 19 ott.      | -            | Carpi-Ascoli               | -             | 1º mar.       |
| 19 ott.      | -            | Gubbio-Guidonia Montecelio | -             | 1º mar.       |
| 19 ott.      | -            | Livorno-Sambenedettese     | -             | 1º mar.       |
| 19 ott.      | -            | Pianese-Bra                | -             | 1º mar.       |
| 19 ott.      | -            | Pineto-Perugia             | -             | 1º mar.       |
| 19 ott.      | -            | Pontedera-Vis Pesaro       | -             | 1º mar.       |
| 19 ott.      | -            | Ravenna-Arezzo             | -             | 1º mar.       |
| 19 ott.      | -            | Rimini-Juventus Next Gen   | -             | 1º mar.       |
| 19 ott.      | -            | Torres-Forlì               | -             | 1º mar.       |

| andata (9ª) | andata (9ª) | 9ª giornata                  | ritorno (28ª) | ritorno (28ª) |
|             |             |                              |               |               |
| 12 ott.     | -           | Arezzo-Gubbio                | -             | 22 feb.       |
| 12 ott.     | -           | Ascoli-Pontedera             | -             | 22 feb.       |
| 12 ott.     | -           | Bra-Carpi                    | -             | 22 feb.       |
| 12 ott.     | -           | Forlì-Ternana                | -             | 22 feb.       |
| 12 ott.     | -           | Guidonia Montecelio-Pianese  | -             | 22 feb.       |
| 12 ott.     | -           | Juventus Next Gen-Campobasso | -             | 22 feb.       |
| 12 ott.     | -           | Perugia-Rimini               | -             | 22 feb.       |
| 12 ott.     | -           | Pineto-Livorno               | -             | 22 feb.       |
| 12 ott.     | -           | Sambenedettese-Ravenna       | -             | 22 feb.       |
| 12 ott.     | -           | Vis Pesaro-Torres            | -             | 22 feb.       |

| andata (10ª) | andata (10ª) | 10ª giornata               | ritorno (29ª) | ritorno (29ª) |
|              |              |                            |               |               |
| 19 ott.      | -            | Campobasso-Ternana         | -             | 1º mar.       |
| 19 ott.      | -            | Carpi-Ascoli               | -             | 1º mar.       |
| 19 ott.      | -            | Gubbio-Guidonia Montecelio | -             | 1º mar.       |
| 19 ott.      | -            | Livorno-Sambenedettese     | -             | 1º mar.       |
| 19 ott.      | -            | Pianese-Bra                | -             | 1º mar.       |
| 19 ott.      | -            | Pineto-Perugia             | -             | 1º mar.       |
| 19 ott.      | -            | Pontedera-Vis Pesaro       | -             | 1º mar.       |
| 19 ott.      | -            | Ravenna-Arezzo             | -             | 1º mar.       |
| 19 ott.      | -            | Rimini-Juventus Next Gen   | -             | 1º mar.       |
| 19 ott.      | -            | Torres-Forlì               | -             | 1º mar.       |

| andata (11ª) | andata (11ª) | 11ª giornata                | ritorno (30ª) | ritorno (30ª) |
|              |              |                             |               |               |
| 26 ott.      | -            | Ascoli-Sambenedettese       | -             | 4 mar.        |
| 26 ott.      | -            | Bra-Vis Pesaro              | -             | 4 mar.        |
| 26 ott.      | -            | Campobasso-Rimini           | -             | 4 mar.        |
| 26 ott.      | -            | Carpi-Gubbio                | -             | 4 mar.        |
| 26 ott.      | -            | Forlì-Pineto                | -             | 4 mar.        |
| 26 ott.      | -            | Guidonia Montecelio-Torres  | -             | 4 mar.        |
| 26 ott.      | -            | Juventus Next Gen-Pontedera | -             | 4 mar.        |
| 26 ott.      | -            | Perugia-Livorno             | -             | 4 mar.        |
| 26 ott.      | -            | Pianese-Ravenna             | -             | 4 mar.        |
| 26 ott.      | -            | Ternana-Arezzo              | -             | 4 mar.        |

| andata (12ª) | andata (12ª) | 12ª giornata                       | ritorno (31ª) | ritorno (31ª) |
|              |              |                                    |               |               |
| 2 nov.       | -            | Arezzo-Campobasso                  | -             | 8 mar.        |
| 2 nov.       | -            | Gubbio-Ternana                     | -             | 8 mar.        |
| 2 nov.       | -            | Livorno-Forlì                      | -             | 8 mar.        |
| 2 nov.       | -            | Pineto-Pianese                     | -             | 8 mar.        |
| 2 nov.       | -            | Pontedera-Perugia                  | -             | 8 mar.        |
| 2 nov.       | -            | Ravenna-Ascoli                     | -             | 8 mar.        |
| 2 nov.       | -            | Rimini-Bra                         | -             | 8 mar.        |
| 2 nov.       | -            | Sambenedettese-Guidonia Montecelio | -             | 8 mar.        |
| 2 nov.       | -            | Torres-Carpi                       | -             | 8 mar.        |
| 2 nov.       | -            | Vis Pesaro-Juventus Next Gen       | -             | 8 mar.        |

| andata (11ª) | andata (11ª) | 11ª giornata                | ritorno (30ª) | ritorno (30ª) |
|              |              |                             |               |               |
| 26 ott.      | -            | Ascoli-Sambenedettese       | -             | 4 mar.        |
| 26 ott.      | -            | Bra-Vis Pesaro              | -             | 4 mar.        |
| 26 ott.      | -            | Campobasso-Rimini           | -             | 4 mar.        |
| 26 ott.      | -            | Carpi-Gubbio                | -             | 4 mar.        |
| 26 ott.      | -            | Forlì-Pineto                | -             | 4 mar.        |
| 26 ott.      | -            | Guidonia Montecelio-Torres  | -             | 4 mar.        |
| 26 ott.      | -            | Juventus Next Gen-Pontedera | -             | 4 mar.        |
| 26 ott.      | -            | Perugia-Livorno             | -             | 4 mar.        |
| 26 ott.      | -            | Pianese-Ravenna             | -             | 4 mar.        |
| 26 ott.      | -            | Ternana-Arezzo              | -             | 4 mar.        |

| andata (12ª) | andata (12ª) | 12ª giornata                       | ritorno (31ª) | ritorno (31ª) |
|              |              |                                    |               |               |
| 2 nov.       | -            | Arezzo-Campobasso                  | -             | 8 mar.        |
| 2 nov.       | -            | Gubbio-Ternana                     | -             | 8 mar.        |
| 2 nov.       | -            | Livorno-Forlì                      | -             | 8 mar.        |
| 2 nov.       | -            | Pineto-Pianese                     | -             | 8 mar.        |
| 2 nov.       | -            | Pontedera-Perugia                  | -             | 8 mar.        |
| 2 nov.       | -            | Ravenna-Ascoli                     | -             | 8 mar.        |
| 2 nov.       | -            | Rimini-Bra                         | -             | 8 mar.        |
| 2 nov.       | -            | Sambenedettese-Guidonia Montecelio | -             | 8 mar.        |
| 2 nov.       | -            | Torres-Carpi                       | -             | 8 mar.        |
| 2 nov.       | -            | Vis Pesaro-Juventus Next Gen       | -             | 8 mar.        |

| andata (13ª) | andata (13ª) | 13ª giornata                  | ritorno (32ª) | ritorno (32ª) |
|              |              |                               |               |               |
| 9 nov.       | -            | Ascoli-Gubbio                 | -             | 15 mar.       |
| 9 nov.       | -            | Bra-Pineto                    | -             | 15 mar.       |
| 9 nov.       | -            | Campobasso-Sambenedettese     | -             | 15 mar.       |
| 9 nov.       | -            | Carpi-Livorno                 | -             | 15 mar.       |
| 9 nov.       | -            | Guidonia Montecelio-Pontedera | -             | 15 mar.       |
| 9 nov.       | -            | Juventus Next Gen-Forlì       | -             | 15 mar.       |
| 9 nov.       | -            | Perugia-Arezzo                | -             | 15 mar.       |
| 9 nov.       | -            | Pianese-Rimini                | -             | 15 mar.       |
| 9 nov.       | -            | Ravenna-Torres                | -             | 15 mar.       |
| 9 nov.       | -            | Ternana-Vis Pesaro            | -             | 15 mar.       |

| andata (14ª) | andata (14ª) | 14ª giornata                   | ritorno (33ª) | ritorno (33ª) |
|              |              |                                |               |               |
| 16 nov.      | -            | Arezzo-Bra                     | -             | 22 mar.       |
| 16 nov.      | -            | Forlì-Campobasso               | -             | 22 mar.       |
| 16 nov.      | -            | Gubbio-Juventus Next Gen       | -             | 22 mar.       |
| 16 nov.      | -            | Livorno-Ravenna                | -             | 22 mar.       |
| 16 nov.      | -            | Pineto-Carpi                   | -             | 22 mar.       |
| 16 nov.      | -            | Pontedera-Pianese              | -             | 22 mar.       |
| 16 nov.      | -            | Rimini-Ascoli                  | -             | 22 mar.       |
| 16 nov.      | -            | Sambenedettese-Ternana         | -             | 22 mar.       |
| 16 nov.      | -            | Torres-Perugia                 | -             | 22 mar.       |
| 16 nov.      | -            | Vis Pesaro-Guidonia Montecelio | -             | 22 mar.       |

| andata (13ª) | andata (13ª) | 13ª giornata                  | ritorno (32ª) | ritorno (32ª) |
|              |              |                               |               |               |
| 9 nov.       | -            | Ascoli-Gubbio                 | -             | 15 mar.       |
| 9 nov.       | -            | Bra-Pineto                    | -             | 15 mar.       |
| 9 nov.       | -            | Campobasso-Sambenedettese     | -             | 15 mar.       |
| 9 nov.       | -            | Carpi-Livorno                 | -             | 15 mar.       |
| 9 nov.       | -            | Guidonia Montecelio-Pontedera | -             | 15 mar.       |
| 9 nov.       | -            | Juventus Next Gen-Forlì       | -             | 15 mar.       |
| 9 nov.       | -            | Perugia-Arezzo                | -             | 15 mar.       |
| 9 nov.       | -            | Pianese-Rimini                | -             | 15 mar.       |
| 9 nov.       | -            | Ravenna-Torres                | -             | 15 mar.       |
| 9 nov.       | -            | Ternana-Vis Pesaro            | -             | 15 mar.       |

| andata (14ª) | andata (14ª) | 14ª giornata                   | ritorno (33ª) | ritorno (33ª) |
|              |              |                                |               |               |
| 16 nov.      | -            | Arezzo-Bra                     | -             | 22 mar.       |
| 16 nov.      | -            | Forlì-Campobasso               | -             | 22 mar.       |
| 16 nov.      | -            | Gubbio-Juventus Next Gen       | -             | 22 mar.       |
| 16 nov.      | -            | Livorno-Ravenna                | -             | 22 mar.       |
| 16 nov.      | -            | Pineto-Carpi                   | -             | 22 mar.       |
| 16 nov.      | -            | Pontedera-Pianese              | -             | 22 mar.       |
| 16 nov.      | -            | Rimini-Ascoli                  | -             | 22 mar.       |
| 16 nov.      | -            | Sambenedettese-Ternana         | -             | 22 mar.       |
| 16 nov.      | -            | Torres-Perugia                 | -             | 22 mar.       |
| 16 nov.      | -            | Vis Pesaro-Guidonia Montecelio | -             | 22 mar.       |

| andata (15ª) | andata (15ª) | 15ª giornata                   | ritorno (34ª) | ritorno (34ª) |
|              |              |                                |               |               |
| 23 nov.      | -            | Ascoli-Arezzo                  | -             | 29 mar.       |
| 23 nov.      | -            | Bra-Pontedera                  | -             | 29 mar.       |
| 23 nov.      | -            | Carpi-Rimini                   | -             | 29 mar.       |
| 23 nov.      | -            | Guidonia Montecelio-Campobasso | -             | 29 mar.       |
| 23 nov.      | -            | Livorno-Torres                 | -             | 29 mar.       |
| 23 nov.      | -            | Perugia-Vis Pesaro             | -             | 29 mar.       |
| 23 nov.      | -            | Pianese-Forlì                  | -             | 29 mar.       |
| 23 nov.      | -            | Ravenna-Gubbio                 | -             | 29 mar.       |
| 23 nov.      | -            | Sambenedettese-Pineto          | -             | 29 mar.       |
| 23 nov.      | -            | Ternana-Juventus Next Gen      | -             | 29 mar.       |

| andata (16ª) | andata (16ª) | 16ª giornata                | ritorno (35ª) | ritorno (35ª) |
|              |              |                             |               |               |
| 30 nov.      | -            | Arezzo-Sambenedettese       | -             | 4 apr.        |
| 30 nov.      | -            | Campobasso-Pianese          | -             | 4 apr.        |
| 30 nov.      | -            | Forlì-Bra                   | -             | 4 apr.        |
| 30 nov.      | -            | Gubbio-Livorno              | -             | 4 apr.        |
| 30 nov.      | -            | Juventus Next Gen-Perugia   | -             | 4 apr.        |
| 30 nov.      | -            | Pineto-Ravenna              | -             | 4 apr.        |
| 30 nov.      | -            | Pontedera-Carpi             | -             | 4 apr.        |
| 30 nov.      | -            | Rimini-Torres               | -             | 4 apr.        |
| 30 nov.      | -            | Ternana-Guidonia Montecelio | -             | 4 apr.        |
| 30 nov.      | -            | Vis Pesaro-Ascoli           | -             | 4 apr.        |

| andata (15ª) | andata (15ª) | 15ª giornata                   | ritorno (34ª) | ritorno (34ª) |
|              |              |                                |               |               |
| 23 nov.      | -            | Ascoli-Arezzo                  | -             | 29 mar.       |
| 23 nov.      | -            | Bra-Pontedera                  | -             | 29 mar.       |
| 23 nov.      | -            | Carpi-Rimini                   | -             | 29 mar.       |
| 23 nov.      | -            | Guidonia Montecelio-Campobasso | -             | 29 mar.       |
| 23 nov.      | -            | Livorno-Torres                 | -             | 29 mar.       |
| 23 nov.      | -            | Perugia-Vis Pesaro             | -             | 29 mar.       |
| 23 nov.      | -            | Pianese-Forlì                  | -             | 29 mar.       |
| 23 nov.      | -            | Ravenna-Gubbio                 | -             | 29 mar.       |
| 23 nov.      | -            | Sambenedettese-Pineto          | -             | 29 mar.       |
| 23 nov.      | -            | Ternana-Juventus Next Gen      | -             | 29 mar.       |

| andata (16ª) | andata (16ª) | 16ª giornata                | ritorno (35ª) | ritorno (35ª) |
|              |              |                             |               |               |
| 30 nov.      | -            | Arezzo-Sambenedettese       | -             | 4 apr.        |
| 30 nov.      | -            | Campobasso-Pianese          | -             | 4 apr.        |
| 30 nov.      | -            | Forlì-Bra                   | -             | 4 apr.        |
| 30 nov.      | -            | Gubbio-Livorno              | -             | 4 apr.        |
| 30 nov.      | -            | Juventus Next Gen-Perugia   | -             | 4 apr.        |
| 30 nov.      | -            | Pineto-Ravenna              | -             | 4 apr.        |
| 30 nov.      | -            | Pontedera-Carpi             | -             | 4 apr.        |
| 30 nov.      | -            | Rimini-Torres               | -             | 4 apr.        |
| 30 nov.      | -            | Ternana-Guidonia Montecelio | -             | 4 apr.        |
| 30 nov.      | -            | Vis Pesaro-Ascoli           | -             | 4 apr.        |

| andata (17ª) | andata (17ª) | 17ª giornata                          | ritorno (36ª) | ritorno (36ª) |
|              |              |                                       |               |               |
| 7 dic.       | -            | Ascoli-Forlì                          | -             | 12 apr.       |
| 7 dic.       | -            | Bra-Campobasso                        | -             | 12 apr.       |
| 7 dic.       | -            | Carpi-Vis Pesaro                      | -             | 12 apr.       |
| 7 dic.       | -            | Guidonia Montecelio-Juventus Next Gen | -             | 12 apr.       |
| 7 dic.       | -            | Livorno-Arezzo                        | -             | 12 apr.       |
| 7 dic.       | -            | Perugia-Ternana                       | -             | 12 apr.       |
| 7 dic.       | -            | Pianese-Gubbio                        | -             | 12 apr.       |
| 7 dic.       | -            | Ravenna-Pontedera                     | -             | 12 apr.       |
| 7 dic.       | -            | Sambenedettese-Rimini                 | -             | 12 apr.       |
| 7 dic.       | -            | Torres-Pineto                         | -             | 12 apr.       |

| andata (18ª) | andata (18ª) | 18ª giornata               | ritorno (37ª) | ritorno (37ª) |
|              |              |                            |               |               |
| 14 dic.      | -            | Arezzo-Pineto              | -             | 19 apr.       |
| 14 dic.      | -            | Campobasso-Perugia         | -             | 19 apr.       |
| 14 dic.      | -            | Forlì-Carpi                | -             | 19 apr.       |
| 14 dic.      | -            | Gubbio-Torres              | -             | 19 apr.       |
| 14 dic.      | -            | Guidonia Montecelio-Ascoli | -             | 19 apr.       |
| 14 dic.      | -            | Juventus Next Gen-Pianese  | -             | 19 apr.       |
| 14 dic.      | -            | Pontedera-Sambenedettese   | -             | 19 apr.       |
| 14 dic.      | -            | Rimini-Livorno             | -             | 19 apr.       |
| 14 dic.      | -            | Ternana-Bra                | -             | 19 apr.       |
| 14 dic.      | -            | Vis Pesaro-Ravenna         | -             | 19 apr.       |

| andata (17ª) | andata (17ª) | 17ª giornata                          | ritorno (36ª) | ritorno (36ª) |
|              |              |                                       |               |               |
| 7 dic.       | -            | Ascoli-Forlì                          | -             | 12 apr.       |
| 7 dic.       | -            | Bra-Campobasso                        | -             | 12 apr.       |
| 7 dic.       | -            | Carpi-Vis Pesaro                      | -             | 12 apr.       |
| 7 dic.       | -            | Guidonia Montecelio-Juventus Next Gen | -             | 12 apr.       |
| 7 dic.       | -            | Livorno-Arezzo                        | -             | 12 apr.       |
| 7 dic.       | -            | Perugia-Ternana                       | -             | 12 apr.       |
| 7 dic.       | -            | Pianese-Gubbio                        | -             | 12 apr.       |
| 7 dic.       | -            | Ravenna-Pontedera                     | -             | 12 apr.       |
| 7 dic.       | -            | Sambenedettese-Rimini                 | -             | 12 apr.       |
| 7 dic.       | -            | Torres-Pineto                         | -             | 12 apr.       |

| andata (18ª) | andata (18ª) | 18ª giornata               | ritorno (37ª) | ritorno (37ª) |
|              |              |                            |               |               |
| 14 dic.      | -            | Arezzo-Pineto              | -             | 19 apr.       |
| 14 dic.      | -            | Campobasso-Perugia         | -             | 19 apr.       |
| 14 dic.      | -            | Forlì-Carpi                | -             | 19 apr.       |
| 14 dic.      | -            | Gubbio-Torres              | -             | 19 apr.       |
| 14 dic.      | -            | Guidonia Montecelio-Ascoli | -             | 19 apr.       |
| 14 dic.      | -            | Juventus Next Gen-Pianese  | -             | 19 apr.       |
| 14 dic.      | -            | Pontedera-Sambenedettese   | -             | 19 apr.       |
| 14 dic.      | -            | Rimini-Livorno             | -             | 19 apr.       |
| 14 dic.      | -            | Ternana-Bra                | -             | 19 apr.       |
| 14 dic.      | -            | Vis Pesaro-Ravenna         | -             | 19 apr.       |

| \| andata (19ª) \| andata (19ª) \| 19ª giornata \| ritorno (38ª) \| ritorno (38ª) \| \| \| \| \| \| \| \| 21 dic. \| - \| Ascoli-Campobasso \| - \| 26 apr. \| \| 21 dic. \| - \| Bra-Juventus Next Gen \| - \| 26 apr. \| \| 21 dic. \| - \| Carpi-Guidonia Montecelio \| - \| 26 apr. \| \| 21 dic. \| - \| Livorno-Pontedera \| - \| 26 apr. \| \| 21 dic. \| - \| Perugia-Forlì \| - \| 26 apr. \| \| 21 dic. \| - \| Pianese-Ternana \| - \| 26 apr. \| \| 21 dic. \| - \| Pineto-Gubbio \| - \| 26 apr. \| \| 21 dic. \| - \| Ravenna-Rimini \| - \| 26 apr. \| \| 21 dic. \| - \| Sambenedettese-Vis Pesaro \| - \| 26 apr. \| \| 21 dic. \| - \| Torres-Arezzo \| - \| 26 apr. \| |              |                           |               |               |
| andata (19ª) | andata (19ª) | 19ª giornata              | ritorno (38ª) | ritorno (38ª) |
| |              |                           |               |               |
| 21 dic. | -            | Ascoli-Campobasso         | -             | 26 apr.       |
| 21 dic. | -            | Bra-Juventus Next Gen     | -             | 26 apr.       |
| 21 dic. | -            | Carpi-Guidonia Montecelio | -             | 26 apr.       |
| 21 dic. | -            | Livorno-Pontedera         | -             | 26 apr.       |
| 21 dic. | -            | Perugia-Forlì             | -             | 26 apr.       |
| 21 dic. | -            | Pianese-Ternana           | -             | 26 apr.       |
| 21 dic. | -            | Pineto-Gubbio             | -             | 26 apr.       |
| 21 dic. | -            | Ravenna-Rimini            | -             | 26 apr.       |
| 21 dic. | -            | Sambenedettese-Vis Pesaro | -             | 26 apr.       |
| 21 dic. | -            | Torres-Arezzo             | -             | 26 apr.       |

| andata (19ª) | andata (19ª) | 19ª giornata              | ritorno (38ª) | ritorno (38ª) |
|              |              |                           |               |               |
| 21 dic.      | -            | Ascoli-Campobasso         | -             | 26 apr.       |
| 21 dic.      | -            | Bra-Juventus Next Gen     | -             | 26 apr.       |
| 21 dic.      | -            | Carpi-Guidonia Montecelio | -             | 26 apr.       |
| 21 dic.      | -            | Livorno-Pontedera         | -             | 26 apr.       |
| 21 dic.      | -            | Perugia-Forlì             | -             | 26 apr.       |
| 21 dic.      | -            | Pianese-Ternana           | -             | 26 apr.       |
| 21 dic.      | -            | Pineto-Gubbio             | -             | 26 apr.       |
| 21 dic.      | -            | Ravenna-Rimini            | -             | 26 apr.       |
| 21 dic.      | -            | Sambenedettese-Vis Pesaro | -             | 26 apr.       |
| 21 dic.      | -            | Torres-Arezzo             | -             | 26 apr.       |

### Statistiche

#### Squadre

##### Primati stagionali
Squadre
- Maggior numero di vittorie:
- Maggior numero di pareggi:
- Maggior numero di sconfitte:
- Minor numero di vittorie:
- Minor numero di pareggi:
- Minor numero di sconfitte:
- Miglior attacco:
- Peggior attacco:
- Miglior difesa:
- Peggior difesa:
- Miglior differenza reti:
- Peggior differenza reti:
- Miglior serie positiva:
- Peggior serie negativa:
- Maggior numero di vittorie consecutive:
- Maggior numero di pareggi consecutivi:

Partite
- Partita con più reti:
- Partita con maggiore scarto di gol:
- Pareggio con più gol:
- Giornata con maggior numero di gol:
- Giornata con minor numero di gol:
- Maggior numero di pareggi in una giornata:

### Individuali

#### Classifica marcatori
| Gol | Rigori |  | Giocatore | Squadra |
| --- | ------ |  | --------- | ------- |

## Girone C

### Squadre partecipanti
| Club             | Stagione | Città                      | Stadio                                  | Stagione precedente              |
| ---------------- | -------- | -------------------------- | --------------------------------------- | -------------------------------- |
| Atalanta U23     | dettagli | Bergamo                    | Stadio comunale (Caravaggio)            | 8º posto in Serie C/A            |
| Audace Cerignola | dettagli | Cerignola (FG)             | Stadio Domenico Monterisi               | 2º posto in Serie C/C            |
| AZ Picerno       | dettagli | Picerno (PZ)               | Stadio Donato Curcio                    | 8º posto in Serie C/C            |
| Benevento        | dettagli | Benevento                  | Stadio Ciro Vigorito                    | 6º posto in Serie C/C            |
| Casarano         | dettagli | Casarano (LE)              | Stadio Giuseppe Capozza                 | 1º posto in Serie D/H, promosso  |
| Casertana        | dettagli | Caserta                    | Stadio Alberto Pinto                    | 16º posto in Serie C/C           |
| Catania          | dettagli | Catania                    | Stadio Angelo Massimino                 | 5º posto in Serie C/C            |
| Cavese           | dettagli | Cava de' Tirreni (SA)      | Stadio Simonetta Lamberti               | 12º posto in Serie C/C           |
| Cosenza          | dettagli | Cosenza                    | Stadio San Vito-Gigi Marulla            | 20º posto in Serie B, retrocesso |
| Crotone          | dettagli | Crotone                    | Stadio Ezio Scida                       | 4º posto in Serie C/C            |
| Foggia           | dettagli | Foggia                     | Stadio Pino Zaccheria                   | 17º posto in Serie C/C           |
| Giugliano        | dettagli | Giugliano in Campania (NA) | Stadio Alberto De Cristofaro            | 10º posto in Serie C/C           |
| Latina           | dettagli | Latina                     | Stadio Domenico Francioni               | 15º posto in Serie C/C           |
| Monopoli         | dettagli | Monopoli (BA)              | Stadio Vito Simone Veneziani            | 3º posto in Serie C/C            |
| Potenza          | dettagli | Potenza                    | Stadio Alfredo Viviani                  | 7º posto in Serie C/C            |
| Salernitana      | dettagli | Salerno                    | Stadio Arechi                           | 16º posto in Serie B, retrocessa |
| Siracusa         | dettagli | Siracusa                   | Stadio Nicola De Simone                 | 1º posto in Serie D/I, promosso  |
| Sorrento         | dettagli | Sorrento (NA)              | Stadio Alfredo Viviani (Potenza)        | 14º posto in Serie C/C           |
| Team Altamura    | dettagli | Altamura (BA)              | Stadio Antonio D'Angelo                 | 13º posto in Serie C/C           |
| Trapani          | dettagli | Trapani                    | Stadio Polisportivo Provinciale (Erice) | 11º posto in Serie C/C           |

### Allenatori e primatisti
| Squadra          | Allenatore          | Giocatore più presente (tra parentesi il numero delle presenze) | Capocannoniere (tra parentesi il numero dei gol segnati) |
| ---------------- | ------------------- | --------------------------------------------------------------- | -------------------------------------------------------- |
| Atalanta U23     | Salvatore Bocchetti |                                                                 |                                                          |
| Audace Cerignola | Vincenzo Maiuri     |                                                                 |                                                          |
| AZ Picerno       | Claudio De Luca     |                                                                 |                                                          |
| Benevento        | Gaetano Auteri      |                                                                 |                                                          |
| Casarano         | Vito Di Bari        |                                                                 |                                                          |
| Casertana        | Federico Coppitelli |                                                                 |                                                          |
| Catania          | Domenico Toscano    |                                                                 |                                                          |
| Cavese           | Fabio Prosperi      |                                                                 |                                                          |
| Cosenza          | Antonio Buscè       |                                                                 |                                                          |
| Crotone          | Emilio Longo        |                                                                 |                                                          |
| Foggia           | Delio Rossi         |                                                                 |                                                          |
| Giugliano        | Gianluca Colavitto  |                                                                 |                                                          |
| Latina           | Alessandro Bruno    |                                                                 |                                                          |
| Monopoli         | Alberto Colombo     |                                                                 |                                                          |
| Potenza          | Pietro De Giorgio   |                                                                 |                                                          |
| Salernitana      | Giuseppe Raffaele   |                                                                 |                                                          |
| Siracusa         | Marco Turati        |                                                                 |                                                          |
| Sorrento         | Mirko Conte         |                                                                 |                                                          |
| Team Altamura    | Devis Mangia        |                                                                 |                                                          |
| Trapani          | Salvatore Aronica   |                                                                 |                                                          |

### Classifica finale
|  | Pos. | Squadra          | Pt | G | V | N | P | GF | GS | DR |
|  | ---- | ---------------- | -- | - | - | - | - | -- | -- | -- |
|  | 1.   | Atalanta U23     | 0  | 0 | 0 | 0 | 0 | 0  | 0  | +0 |
|  | 2.   | Audace Cerignola | 0  | 0 | 0 | 0 | 0 | 0  | 0  | +0 |
|  | 3.   | AZ Picerno       | 0  | 0 | 0 | 0 | 0 | 0  | 0  | +0 |
|  | 4.   | Benevento        | 0  | 0 | 0 | 0 | 0 | 0  | 0  | +0 |
|  | 5.   | Casarano         | 0  | 0 | 0 | 0 | 0 | 0  | 0  | +0 |
|  | 6.   | Casertana        | 0  | 0 | 0 | 0 | 0 | 0  | 0  | +0 |
|  | 7.   | Catania          | 0  | 0 | 0 | 0 | 0 | 0  | 0  | +0 |
|  | 8.   | Cavese           | 0  | 0 | 0 | 0 | 0 | 0  | 0  | +0 |
|  | 9.   | Cosenza          | 0  | 0 | 0 | 0 | 0 | 0  | 0  | +0 |
|  | 10.  | Crotone          | 0  | 0 | 0 | 0 | 0 | 0  | 0  | +0 |
|  | 11.  | Giugliano        | 0  | 0 | 0 | 0 | 0 | 0  | 0  | +0 |
|  | 12.  | Latina           | 0  | 0 | 0 | 0 | 0 | 0  | 0  | +0 |
|  | 13.  | Monopoli         | 0  | 0 | 0 | 0 | 0 | 0  | 0  | +0 |
|  | 14.  | Potenza          | 0  | 0 | 0 | 0 | 0 | 0  | 0  | +0 |
|  | 15.  | Salernitana      | 0  | 0 | 0 | 0 | 0 | 0  | 0  | +0 |
|  | 16.  | Siracusa         | 0  | 0 | 0 | 0 | 0 | 0  | 0  | +0 |
|  | 17.  | Sorrento         | 0  | 0 | 0 | 0 | 0 | 0  | 0  | +0 |
|  | 18.  | Team Altamura    | 0  | 0 | 0 | 0 | 0 | 0  | 0  | +0 |
|  | 19.  | Foggia (-3)      | -3 | 0 | 0 | 0 | 0 | 0  | 0  | +0 |
|  | 20.  | Trapani (-8)     | -8 | 0 | 0 | 0 | 0 | 0  | 0  | +0 |

      Promosso in Serie B 2026-2027.
      Ammessa direttamente ai play-off nazionali.
  Ammesso ai play-off o ai play-out.
      Retrocesso in Serie D 2026-2027.
Tre punti per la vittoria, uno per il pareggio, zero per la sconfitta.
In caso di arrivo di due o più squadre a pari punti, la graduatoria verrà stilata secondo la classifica avulsa tra le squadre interessate che prevede, in ordine, i seguenti criteri:
- Punti negli scontri diretti.
- Differenza reti negli scontri diretti.
- Differenza reti generale.
- Reti realizzate in generale.
- Sorteggio.

Note:
Il Trapani ha scontato 8 punti di penalizzazione.
Il Foggia ha scontato 3 punti di penalizzazione.

### Tabellone
Ogni riga indica i risultati casalinghi della squadra segnata a inizio della riga, contro le squadre segnate colonna per colonna (che invece avranno giocato l'incontro in trasferta). Al contrario, leggendo la colonna di una squadra si avranno i risultati ottenuti dalla stessa in trasferta, contro le squadre segnate in ogni riga, che invece avranno giocato l'incontro in casa.
|                  | ATA  | ACE  | AZP  | BEN  | CSO  | CAS  | CAT  | CAV  | COS  | CRO  | FOG  | GIU  | LAT  | MON  | POT  | SAL  | SIR  | SOR  | TAL  | TRA  |
| ---------------- | ---- | ---- | ---- | ---- | ---- | ---- | ---- | ---- | ---- | ---- | ---- | ---- | ---- | ---- | ---- | ---- | ---- | ---- | ---- | ---- |
| Atalanta U23     | –––– |      |      |      |      |      |      |      |      |      |      |      |      |      |      |      |      |      |      |      |
| Audace Cerignola |      | –––– |      |      |      |      |      |      |      |      |      |      |      |      |      |      |      |      |      |      |
| AZ Picerno       |      |      | –––– |      |      |      |      |      |      |      |      |      |      |      |      |      |      |      |      |      |
| Benevento        |      |      |      | –––– |      |      |      |      |      |      |      |      |      |      |      |      |      |      |      |      |
| Casarano         |      |      |      |      | –––– |      |      |      |      |      |      |      |      |      |      |      |      |      |      |      |
| Casertana        |      |      |      |      |      | –––– |      |      |      |      |      |      |      |      |      |      |      |      |      |      |
| Catania          |      |      |      |      |      |      | –––– |      |      |      |      |      |      |      |      |      |      |      |      |      |
| Cavese           |      |      |      |      |      |      |      | –––– |      |      |      |      |      |      |      |      |      |      |      |      |
| Cosenza          |      |      |      |      |      |      |      |      | –––– |      |      |      |      |      |      |      |      |      |      |      |
| Crotone          |      |      |      |      |      |      |      |      |      | –––– |      |      |      |      |      |      |      |      |      |      |
| Foggia           |      |      |      |      |      |      |      |      |      |      | –––– |      |      |      |      |      |      |      |      |      |
| Giugliano        |      |      |      |      |      |      |      |      |      |      |      | –––– |      |      |      |      |      |      |      |      |
| Latina           |      |      |      |      |      |      |      |      |      |      |      |      | –––– |      |      |      |      |      |      |      |
| Monopoli         |      |      |      |      |      |      |      |      |      |      |      |      |      | –––– |      |      |      |      |      |      |
| Potenza          |      |      |      |      |      |      |      |      |      |      |      |      |      |      | –––– |      |      |      |      |      |
| Salernitana      |      |      |      |      |      |      |      |      |      |      |      |      |      |      |      | –––– |      |      |      |      |
| Siracusa         |      |      |      |      |      |      |      |      |      |      |      |      |      |      |      |      | –––– |      |      |      |
| Sorrento         |      |      |      |      |      |      |      |      |      |      |      |      |      |      |      |      |      | –––– |      |      |
| Team Altamura    |      |      |      |      |      |      |      |      |      |      |      |      |      |      |      |      |      |      | –––– |      |
| Trapani          |      |      |      |      |      |      |      |      |      |      |      |      |      |      |      |      |      |      |      | –––– |

### Calendario
| andata (1ª) | andata (1ª) | 1ª giornata                 | ritorno (20ª) | ritorno (20ª) |
|             |             |                             |               |               |
| 24 ago.     | -           | Audace Cerignola-AZ Picerno | -             | 4 gen.        |
| 24 ago.     | -           | Casarano-Trapani            | -             | 4 gen.        |
| 24 ago.     | -           | Casertana-Team Altamura     | -             | 4 gen.        |
| 24 ago.     | -           | Catania-Foggia              | -             | 4 gen.        |
| 24 ago.     | -           | Crotone-Benevento           | -             | 4 gen.        |
| 24 ago.     | -           | Giugliano-Potenza           | -             | 4 gen.        |
| 24 ago.     | -           | Latina-Atalanta U23         | -             | 4 gen.        |
| 24 ago.     | -           | Monopoli-Cosenza            | -             | 4 gen.        |
| 24 ago.     | -           | Salernitana-Siracusa        | -             | 4 gen.        |
| 24 ago.     | -           | Sorrento-Cavese             | -             | 4 gen.        |

| andata (2ª) | andata (2ª) | 2ª giornata              | ritorno (21ª) | ritorno (21ª) |
|             |             |                          |               |               |
| 31 ago.     | -           | Atalanta U23-Casarano    | -             | 11 gen.       |
| 31 ago.     | -           | AZ Picerno-Giugliano     | -             | 11 gen.       |
| 31 ago.     | -           | Benevento-Casertana      | -             | 11 gen.       |
| 31 ago.     | -           | Cavese-Catania           | -             | 11 gen.       |
| 31 ago.     | -           | Cosenza-Salernitana      | -             | 11 gen.       |
| 31 ago.     | -           | Foggia-Sorrento          | -             | 11 gen.       |
| 31 ago.     | -           | Potenza-Audace Cerignola | -             | 11 gen.       |
| 31 ago.     | -           | Siracusa-Monopoli        | -             | 11 gen.       |
| 31 ago.     | -           | Team Altamura-Crotone    | -             | 11 gen.       |
| 31 ago.     | -           | Trapani-Latina           | -             | 11 gen.       |

| andata (1ª) | andata (1ª) | 1ª giornata                 | ritorno (20ª) | ritorno (20ª) |
|             |             |                             |               |               |
| 24 ago.     | -           | Audace Cerignola-AZ Picerno | -             | 4 gen.        |
| 24 ago.     | -           | Casarano-Trapani            | -             | 4 gen.        |
| 24 ago.     | -           | Casertana-Team Altamura     | -             | 4 gen.        |
| 24 ago.     | -           | Catania-Foggia              | -             | 4 gen.        |
| 24 ago.     | -           | Crotone-Benevento           | -             | 4 gen.        |
| 24 ago.     | -           | Giugliano-Potenza           | -             | 4 gen.        |
| 24 ago.     | -           | Latina-Atalanta U23         | -             | 4 gen.        |
| 24 ago.     | -           | Monopoli-Cosenza            | -             | 4 gen.        |
| 24 ago.     | -           | Salernitana-Siracusa        | -             | 4 gen.        |
| 24 ago.     | -           | Sorrento-Cavese             | -             | 4 gen.        |

| andata (2ª) | andata (2ª) | 2ª giornata              | ritorno (21ª) | ritorno (21ª) |
|             |             |                          |               |               |
| 31 ago.     | -           | Atalanta U23-Casarano    | -             | 11 gen.       |
| 31 ago.     | -           | AZ Picerno-Giugliano     | -             | 11 gen.       |
| 31 ago.     | -           | Benevento-Casertana      | -             | 11 gen.       |
| 31 ago.     | -           | Cavese-Catania           | -             | 11 gen.       |
| 31 ago.     | -           | Cosenza-Salernitana      | -             | 11 gen.       |
| 31 ago.     | -           | Foggia-Sorrento          | -             | 11 gen.       |
| 31 ago.     | -           | Potenza-Audace Cerignola | -             | 11 gen.       |
| 31 ago.     | -           | Siracusa-Monopoli        | -             | 11 gen.       |
| 31 ago.     | -           | Team Altamura-Crotone    | -             | 11 gen.       |
| 31 ago.     | -           | Trapani-Latina           | -             | 11 gen.       |

| andata (3ª) | andata (3ª) | 3ª giornata               | ritorno (22ª) | ritorno (22ª) |
|             |             |                           |               |               |
| 7 set.      | -           | Audace Cerignola-Siracusa | -             | 18 gen.       |
| 7 set.      | -           | Casarano-Benevento        | -             | 18 gen.       |
| 7 set.      | -           | Casertana-Potenza         | -             | 18 gen.       |
| 7 set.      | -           | Catania-Monopoli          | -             | 18 gen.       |
| 7 set.      | -           | Crotone-Cosenza           | -             | 18 gen.       |
| 7 set.      | -           | Giugliano-Foggia          | -             | 18 gen.       |
| 7 set.      | -           | Latina-AZ Picerno         | -             | 18 gen.       |
| 7 set.      | -           | Salernitana-Atalanta U23  | -             | 18 gen.       |
| 7 set.      | -           | Sorrento-Trapani          | -             | 18 gen.       |
| 7 set.      | -           | Team Altamura-Cavese      | -             | 18 gen.       |

| andata (4ª) | andata (4ª) | 4ª giornata                | ritorno (23ª) | ritorno (23ª) |
|             |             |                            |               |               |
| 14 set.     | -           | Atalanta U23-Team Altamura | -             | 25 gen.       |
| 14 set.     | -           | AZ Picerno-Casarano        | -             | 25 gen.       |
| 14 set.     | -           | Cavese-Giugliano           | -             | 25 gen.       |
| 14 set.     | -           | Cosenza-Catania            | -             | 25 gen.       |
| 14 set.     | -           | Foggia-Latina              | -             | 25 gen.       |
| 14 set.     | -           | Monopoli-Audace Cerignola  | -             | 25 gen.       |
| 14 set.     | -           | Potenza-Crotone            | -             | 25 gen.       |
| 14 set.     | -           | Salernitana-Sorrento       | -             | 25 gen.       |
| 14 set.     | -           | Siracusa-Benevento         | -             | 25 gen.       |
| 14 set.     | -           | Trapani-Casertana          | -             | 25 gen.       |

| andata (3ª) | andata (3ª) | 3ª giornata               | ritorno (22ª) | ritorno (22ª) |
|             |             |                           |               |               |
| 7 set.      | -           | Audace Cerignola-Siracusa | -             | 18 gen.       |
| 7 set.      | -           | Casarano-Benevento        | -             | 18 gen.       |
| 7 set.      | -           | Casertana-Potenza         | -             | 18 gen.       |
| 7 set.      | -           | Catania-Monopoli          | -             | 18 gen.       |
| 7 set.      | -           | Crotone-Cosenza           | -             | 18 gen.       |
| 7 set.      | -           | Giugliano-Foggia          | -             | 18 gen.       |
| 7 set.      | -           | Latina-AZ Picerno         | -             | 18 gen.       |
| 7 set.      | -           | Salernitana-Atalanta U23  | -             | 18 gen.       |
| 7 set.      | -           | Sorrento-Trapani          | -             | 18 gen.       |
| 7 set.      | -           | Team Altamura-Cavese      | -             | 18 gen.       |

| andata (4ª) | andata (4ª) | 4ª giornata                | ritorno (23ª) | ritorno (23ª) |
|             |             |                            |               |               |
| 14 set.     | -           | Atalanta U23-Team Altamura | -             | 25 gen.       |
| 14 set.     | -           | AZ Picerno-Casarano        | -             | 25 gen.       |
| 14 set.     | -           | Cavese-Giugliano           | -             | 25 gen.       |
| 14 set.     | -           | Cosenza-Catania            | -             | 25 gen.       |
| 14 set.     | -           | Foggia-Latina              | -             | 25 gen.       |
| 14 set.     | -           | Monopoli-Audace Cerignola  | -             | 25 gen.       |
| 14 set.     | -           | Potenza-Crotone            | -             | 25 gen.       |
| 14 set.     | -           | Salernitana-Sorrento       | -             | 25 gen.       |
| 14 set.     | -           | Siracusa-Benevento         | -             | 25 gen.       |
| 14 set.     | -           | Trapani-Casertana          | -             | 25 gen.       |

| andata (5ª) | andata (5ª) | 5ª giornata             | ritorno (24ª) | ritorno (24ª) |
|             |             |                         |               |               |
| 21 set.     | -           | Audace Cerignola-Foggia | -             | 1º feb.       |
| 21 set.     | -           | Benevento-Atalanta U23  | -             | 1º feb.       |
| 21 set.     | -           | Casarano-Cavese         | -             | 1º feb.       |
| 21 set.     | -           | Casertana-Cosenza       | -             | 1º feb.       |
| 21 set.     | -           | Catania-Sorrento        | -             | 1º feb.       |
| 21 set.     | -           | Crotone-Siracusa        | -             | 1º feb.       |
| 21 set.     | -           | Giugliano-Salernitana   | -             | 1º feb.       |
| 21 set.     | -           | Latina-Monopoli         | -             | 1º feb.       |
| 21 set.     | -           | Potenza-AZ Picerno      | -             | 1º feb.       |
| 21 set.     | -           | Team Altamura-Trapani   | -             | 1º feb.       |

| andata (6ª) | andata (6ª) | 6ª giornata                  | ritorno (25ª) | ritorno (25ª) |
|             |             |                              |               |               |
| 24 set.     | -           | Atalanta U23-Crotone         | -             | 8 feb.        |
| 24 set.     | -           | AZ Picerno-Benevento         | -             | 8 feb.        |
| 24 set.     | -           | Cavese-Latina                | -             | 8 feb.        |
| 24 set.     | -           | Cosenza-Giugliano            | -             | 8 feb.        |
| 24 set.     | -           | Foggia-Casertana             | -             | 8 feb.        |
| 24 set.     | -           | Monopoli-Team Altamura       | -             | 8 feb.        |
| 24 set.     | -           | Salernitana-Audace Cerignola | -             | 8 feb.        |
| 24 set.     | -           | Siracusa-Potenza             | -             | 8 feb.        |
| 24 set.     | -           | Sorrento-Casarano            | -             | 8 feb.        |
| 24 set.     | -           | Trapani-Catania              | -             | 8 feb.        |

| andata (5ª) | andata (5ª) | 5ª giornata             | ritorno (24ª) | ritorno (24ª) |
|             |             |                         |               |               |
| 21 set.     | -           | Audace Cerignola-Foggia | -             | 1º feb.       |
| 21 set.     | -           | Benevento-Atalanta U23  | -             | 1º feb.       |
| 21 set.     | -           | Casarano-Cavese         | -             | 1º feb.       |
| 21 set.     | -           | Casertana-Cosenza       | -             | 1º feb.       |
| 21 set.     | -           | Catania-Sorrento        | -             | 1º feb.       |
| 21 set.     | -           | Crotone-Siracusa        | -             | 1º feb.       |
| 21 set.     | -           | Giugliano-Salernitana   | -             | 1º feb.       |
| 21 set.     | -           | Latina-Monopoli         | -             | 1º feb.       |
| 21 set.     | -           | Potenza-AZ Picerno      | -             | 1º feb.       |
| 21 set.     | -           | Team Altamura-Trapani   | -             | 1º feb.       |

| andata (6ª) | andata (6ª) | 6ª giornata                  | ritorno (25ª) | ritorno (25ª) |
|             |             |                              |               |               |
| 24 set.     | -           | Atalanta U23-Crotone         | -             | 8 feb.        |
| 24 set.     | -           | AZ Picerno-Benevento         | -             | 8 feb.        |
| 24 set.     | -           | Cavese-Latina                | -             | 8 feb.        |
| 24 set.     | -           | Cosenza-Giugliano            | -             | 8 feb.        |
| 24 set.     | -           | Foggia-Casertana             | -             | 8 feb.        |
| 24 set.     | -           | Monopoli-Team Altamura       | -             | 8 feb.        |
| 24 set.     | -           | Salernitana-Audace Cerignola | -             | 8 feb.        |
| 24 set.     | -           | Siracusa-Potenza             | -             | 8 feb.        |
| 24 set.     | -           | Sorrento-Casarano            | -             | 8 feb.        |
| 24 set.     | -           | Trapani-Catania              | -             | 8 feb.        |

| andata (7ª) | andata (7ª) | 7ª giornata              | ritorno (26ª) | ritorno (26ª) |
|             |             |                          |               |               |
| 28 set.     | -           | Audace Cerignola-Catania | -             | 11 feb.       |
| 28 set.     | -           | AZ Picerno-Foggia        | -             | 11 feb.       |
| 28 set.     | -           | Benevento-Trapani        | -             | 11 feb.       |
| 28 set.     | -           | Casarano-Salernitana     | -             | 11 feb.       |
| 28 set.     | -           | Crotone-Casertana        | -             | 11 feb.       |
| 28 set.     | -           | Giugliano-Sorrento       | -             | 11 feb.       |
| 28 set.     | -           | Latina-Team Altamura     | -             | 11 feb.       |
| 28 set.     | -           | Monopoli-Cavese          | -             | 11 feb.       |
| 28 set.     | -           | Potenza-Atalanta U23     | -             | 11 feb.       |
| 28 set.     | -           | Siracusa-Cosenza         | -             | 11 feb.       |

| andata (8ª) | andata (8ª) | 8ª giornata              | ritorno (27ª) | ritorno (27ª) |
|             |             |                          |               |               |
| 5 ott.      | -           | Atalanta U23-Foggia      | -             | 18 feb.       |
| 5 ott.      | -           | Audace Cerignola-Cosenza | -             | 18 feb.       |
| 5 ott.      | -           | Casertana-Casarano       | -             | 18 feb.       |
| 5 ott.      | -           | Catania-Siracusa         | -             | 18 feb.       |
| 5 ott.      | -           | Crotone-AZ Picerno       | -             | 18 feb.       |
| 5 ott.      | -           | Latina-Benevento         | -             | 18 feb.       |
| 5 ott.      | -           | Salernitana-Cavese       | -             | 18 feb.       |
| 5 ott.      | -           | Sorrento-Monopoli        | -             | 18 feb.       |
| 5 ott.      | -           | Team Altamura-Potenza    | -             | 18 feb.       |
| 5 ott.      | -           | Trapani-Giugliano        | -             | 18 feb.       |

| andata (7ª) | andata (7ª) | 7ª giornata              | ritorno (26ª) | ritorno (26ª) |
|             |             |                          |               |               |
| 28 set.     | -           | Audace Cerignola-Catania | -             | 11 feb.       |
| 28 set.     | -           | AZ Picerno-Foggia        | -             | 11 feb.       |
| 28 set.     | -           | Benevento-Trapani        | -             | 11 feb.       |
| 28 set.     | -           | Casarano-Salernitana     | -             | 11 feb.       |
| 28 set.     | -           | Crotone-Casertana        | -             | 11 feb.       |
| 28 set.     | -           | Giugliano-Sorrento       | -             | 11 feb.       |
| 28 set.     | -           | Latina-Team Altamura     | -             | 11 feb.       |
| 28 set.     | -           | Monopoli-Cavese          | -             | 11 feb.       |
| 28 set.     | -           | Potenza-Atalanta U23     | -             | 11 feb.       |
| 28 set.     | -           | Siracusa-Cosenza         | -             | 11 feb.       |

| andata (8ª) | andata (8ª) | 8ª giornata              | ritorno (27ª) | ritorno (27ª) |
|             |             |                          |               |               |
| 5 ott.      | -           | Atalanta U23-Foggia      | -             | 18 feb.       |
| 5 ott.      | -           | Audace Cerignola-Cosenza | -             | 18 feb.       |
| 5 ott.      | -           | Casertana-Casarano       | -             | 18 feb.       |
| 5 ott.      | -           | Catania-Siracusa         | -             | 18 feb.       |
| 5 ott.      | -           | Crotone-AZ Picerno       | -             | 18 feb.       |
| 5 ott.      | -           | Latina-Benevento         | -             | 18 feb.       |
| 5 ott.      | -           | Salernitana-Cavese       | -             | 18 feb.       |
| 5 ott.      | -           | Sorrento-Monopoli        | -             | 18 feb.       |
| 5 ott.      | -           | Team Altamura-Potenza    | -             | 18 feb.       |
| 5 ott.      | -           | Trapani-Giugliano        | -             | 18 feb.       |

| andata (9ª) | andata (9ª) | 9ª giornata               | ritorno (28ª) | ritorno (28ª) |
|             |             |                           |               |               |
| 12 ott.     | -           | AZ Picerno-Casertana      | -             | 22 feb.       |
| 12 ott.     | -           | Benevento-Team Altamura   | -             | 22 feb.       |
| 12 ott.     | -           | Casarano-Audace Cerignola | -             | 22 feb.       |
| 12 ott.     | -           | Cavese-Trapani            | -             | 22 feb.       |
| 12 ott.     | -           | Cosenza-Atalanta U23      | -             | 22 feb.       |
| 12 ott.     | -           | Foggia-Crotone            | -             | 22 feb.       |
| 12 ott.     | -           | Giugliano-Catania         | -             | 22 feb.       |
| 12 ott.     | -           | Monopoli-Salernitana      | -             | 22 feb.       |
| 12 ott.     | -           | Potenza-Latina            | -             | 22 feb.       |
| 12 ott.     | -           | Siracusa-Sorrento         | -             | 22 feb.       |

| andata (10ª) | andata (10ª) | 10ª giornata             | ritorno (29ª) | ritorno (29ª) |
|              |              |                          |               |               |
| 19 ott.      | -            | Atalanta U23-Trapani     | -             | 1º mar.       |
| 19 ott.      | -            | Audace Cerignola-Cavese  | -             | 1º mar.       |
| 19 ott.      | -            | Benevento-Potenza        | -             | 1º mar.       |
| 19 ott.      | -            | Casarano-Foggia          | -             | 1º mar.       |
| 19 ott.      | -            | Casertana-Siracusa       | -             | 1º mar.       |
| 19 ott.      | -            | Catania-Salernitana      | -             | 1º mar.       |
| 19 ott.      | -            | Crotone-Monopoli         | -             | 1º mar.       |
| 19 ott.      | -            | Latina-Giugliano         | -             | 1º mar.       |
| 19 ott.      | -            | Sorrento-Cosenza         | -             | 1º mar.       |
| 19 ott.      | -            | Team Altamura-AZ Picerno | -             | 1º mar.       |

| andata (9ª) | andata (9ª) | 9ª giornata               | ritorno (28ª) | ritorno (28ª) |
|             |             |                           |               |               |
| 12 ott.     | -           | AZ Picerno-Casertana      | -             | 22 feb.       |
| 12 ott.     | -           | Benevento-Team Altamura   | -             | 22 feb.       |
| 12 ott.     | -           | Casarano-Audace Cerignola | -             | 22 feb.       |
| 12 ott.     | -           | Cavese-Trapani            | -             | 22 feb.       |
| 12 ott.     | -           | Cosenza-Atalanta U23      | -             | 22 feb.       |
| 12 ott.     | -           | Foggia-Crotone            | -             | 22 feb.       |
| 12 ott.     | -           | Giugliano-Catania         | -             | 22 feb.       |
| 12 ott.     | -           | Monopoli-Salernitana      | -             | 22 feb.       |
| 12 ott.     | -           | Potenza-Latina            | -             | 22 feb.       |
| 12 ott.     | -           | Siracusa-Sorrento         | -             | 22 feb.       |

| andata (10ª) | andata (10ª) | 10ª giornata             | ritorno (29ª) | ritorno (29ª) |
|              |              |                          |               |               |
| 19 ott.      | -            | Atalanta U23-Trapani     | -             | 1º mar.       |
| 19 ott.      | -            | Audace Cerignola-Cavese  | -             | 1º mar.       |
| 19 ott.      | -            | Benevento-Potenza        | -             | 1º mar.       |
| 19 ott.      | -            | Casarano-Foggia          | -             | 1º mar.       |
| 19 ott.      | -            | Casertana-Siracusa       | -             | 1º mar.       |
| 19 ott.      | -            | Catania-Salernitana      | -             | 1º mar.       |
| 19 ott.      | -            | Crotone-Monopoli         | -             | 1º mar.       |
| 19 ott.      | -            | Latina-Giugliano         | -             | 1º mar.       |
| 19 ott.      | -            | Sorrento-Cosenza         | -             | 1º mar.       |
| 19 ott.      | -            | Team Altamura-AZ Picerno | -             | 1º mar.       |

| andata (11ª) | andata (11ª) | 11ª giornata             | ritorno (30ª) | ritorno (30ª) |
|              |              |                          |               |               |
| 26 ott.      | -            | Atalanta U23-AZ Picerno  | -             | 4 mar.        |
| 26 ott.      | -            | Catania-Benevento        | -             | 4 mar.        |
| 26 ott.      | -            | Cavese-Crotone           | -             | 4 mar.        |
| 26 ott.      | -            | Cosenza-Potenza          | -             | 4 mar.        |
| 26 ott.      | -            | Foggia-Team Altamura     | -             | 4 mar.        |
| 26 ott.      | -            | Monopoli-Giugliano       | -             | 4 mar.        |
| 26 ott.      | -            | Salernitana-Casertana    | -             | 4 mar.        |
| 26 ott.      | -            | Siracusa-Casarano        | -             | 4 mar.        |
| 26 ott.      | -            | Sorrento-Latina          | -             | 4 mar.        |
| 26 ott.      | -            | Trapani-Audace Cerignola | -             | 4 mar.        |

| andata (12ª) | andata (12ª) | 12ª giornata                  | ritorno (31ª) | ritorno (31ª) |
|              |              |                               |               |               |
| 2 nov.       | -            | Audace Cerignola-Atalanta U23 | -             | 8 mar.        |
| 2 nov.       | -            | AZ Picerno-Cavese             | -             | 8 mar.        |
| 2 nov.       | -            | Benevento-Sorrento            | -             | 8 mar.        |
| 2 nov.       | -            | Casarano-Monopoli             | -             | 8 mar.        |
| 2 nov.       | -            | Casertana-Catania             | -             | 8 mar.        |
| 2 nov.       | -            | Crotone-Trapani               | -             | 8 mar.        |
| 2 nov.       | -            | Giugliano-Siracusa            | -             | 8 mar.        |
| 2 nov.       | -            | Latina-Salernitana            | -             | 8 mar.        |
| 2 nov.       | -            | Potenza-Foggia                | -             | 8 mar.        |
| 2 nov.       | -            | Team Altamura-Cosenza         | -             | 8 mar.        |

| andata (11ª) | andata (11ª) | 11ª giornata             | ritorno (30ª) | ritorno (30ª) |
|              |              |                          |               |               |
| 26 ott.      | -            | Atalanta U23-AZ Picerno  | -             | 4 mar.        |
| 26 ott.      | -            | Catania-Benevento        | -             | 4 mar.        |
| 26 ott.      | -            | Cavese-Crotone           | -             | 4 mar.        |
| 26 ott.      | -            | Cosenza-Potenza          | -             | 4 mar.        |
| 26 ott.      | -            | Foggia-Team Altamura     | -             | 4 mar.        |
| 26 ott.      | -            | Monopoli-Giugliano       | -             | 4 mar.        |
| 26 ott.      | -            | Salernitana-Casertana    | -             | 4 mar.        |
| 26 ott.      | -            | Siracusa-Casarano        | -             | 4 mar.        |
| 26 ott.      | -            | Sorrento-Latina          | -             | 4 mar.        |
| 26 ott.      | -            | Trapani-Audace Cerignola | -             | 4 mar.        |

| andata (12ª) | andata (12ª) | 12ª giornata                  | ritorno (31ª) | ritorno (31ª) |
|              |              |                               |               |               |
| 2 nov.       | -            | Audace Cerignola-Atalanta U23 | -             | 8 mar.        |
| 2 nov.       | -            | AZ Picerno-Cavese             | -             | 8 mar.        |
| 2 nov.       | -            | Benevento-Sorrento            | -             | 8 mar.        |
| 2 nov.       | -            | Casarano-Monopoli             | -             | 8 mar.        |
| 2 nov.       | -            | Casertana-Catania             | -             | 8 mar.        |
| 2 nov.       | -            | Crotone-Trapani               | -             | 8 mar.        |
| 2 nov.       | -            | Giugliano-Siracusa            | -             | 8 mar.        |
| 2 nov.       | -            | Latina-Salernitana            | -             | 8 mar.        |
| 2 nov.       | -            | Potenza-Foggia                | -             | 8 mar.        |
| 2 nov.       | -            | Team Altamura-Cosenza         | -             | 8 mar.        |

| andata (13ª) | andata (13ª) | 13ª giornata              | ritorno (32ª) | ritorno (32ª) |
|              |              |                           |               |               |
| 9 nov.       | -            | Atalanta U23-Giugliano    | -             | 15 mar.       |
| 9 nov.       | -            | Catania-Team Altamura     | -             | 15 mar.       |
| 9 nov.       | -            | Cavese-Potenza            | -             | 15 mar.       |
| 9 nov.       | -            | Cosenza-Casarano          | -             | 15 mar.       |
| 9 nov.       | -            | Foggia-Benevento          | -             | 15 mar.       |
| 9 nov.       | -            | Monopoli-Casertana        | -             | 15 mar.       |
| 9 nov.       | -            | Salernitana-Crotone       | -             | 15 mar.       |
| 9 nov.       | -            | Siracusa-Latina           | -             | 15 mar.       |
| 9 nov.       | -            | Sorrento-Audace Cerignola | -             | 15 mar.       |
| 9 nov.       | -            | Trapani-AZ Picerno        | -             | 15 mar.       |

| andata (14ª) | andata (14ª) | 14ª giornata               | ritorno (33ª) | ritorno (33ª) |
|              |              |                            |               |               |
| 16 nov.      | -            | AZ Picerno-Siracusa        | -             | 22 mar.       |
| 16 nov.      | -            | Benevento-Monopoli         | -             | 22 mar.       |
| 16 nov.      | -            | Casarano-Catania           | -             | 22 mar.       |
| 16 nov.      | -            | Casertana-Atalanta U23     | -             | 22 mar.       |
| 16 nov.      | -            | Crotone-Sorrento           | -             | 22 mar.       |
| 16 nov.      | -            | Foggia-Cavese              | -             | 22 mar.       |
| 16 nov.      | -            | Giugliano-Audace Cerignola | -             | 22 mar.       |
| 16 nov.      | -            | Latina-Cosenza             | -             | 22 mar.       |
| 16 nov.      | -            | Potenza-Trapani            | -             | 22 mar.       |
| 16 nov.      | -            | Team Altamura-Salernitana  | -             | 22 mar.       |

| andata (13ª) | andata (13ª) | 13ª giornata              | ritorno (32ª) | ritorno (32ª) |
|              |              |                           |               |               |
| 9 nov.       | -            | Atalanta U23-Giugliano    | -             | 15 mar.       |
| 9 nov.       | -            | Catania-Team Altamura     | -             | 15 mar.       |
| 9 nov.       | -            | Cavese-Potenza            | -             | 15 mar.       |
| 9 nov.       | -            | Cosenza-Casarano          | -             | 15 mar.       |
| 9 nov.       | -            | Foggia-Benevento          | -             | 15 mar.       |
| 9 nov.       | -            | Monopoli-Casertana        | -             | 15 mar.       |
| 9 nov.       | -            | Salernitana-Crotone       | -             | 15 mar.       |
| 9 nov.       | -            | Siracusa-Latina           | -             | 15 mar.       |
| 9 nov.       | -            | Sorrento-Audace Cerignola | -             | 15 mar.       |
| 9 nov.       | -            | Trapani-AZ Picerno        | -             | 15 mar.       |

| andata (14ª) | andata (14ª) | 14ª giornata               | ritorno (33ª) | ritorno (33ª) |
|              |              |                            |               |               |
| 16 nov.      | -            | AZ Picerno-Siracusa        | -             | 22 mar.       |
| 16 nov.      | -            | Benevento-Monopoli         | -             | 22 mar.       |
| 16 nov.      | -            | Casarano-Catania           | -             | 22 mar.       |
| 16 nov.      | -            | Casertana-Atalanta U23     | -             | 22 mar.       |
| 16 nov.      | -            | Crotone-Sorrento           | -             | 22 mar.       |
| 16 nov.      | -            | Foggia-Cavese              | -             | 22 mar.       |
| 16 nov.      | -            | Giugliano-Audace Cerignola | -             | 22 mar.       |
| 16 nov.      | -            | Latina-Cosenza             | -             | 22 mar.       |
| 16 nov.      | -            | Potenza-Trapani            | -             | 22 mar.       |
| 16 nov.      | -            | Team Altamura-Salernitana  | -             | 22 mar.       |

| andata (15ª) | andata (15ª) | 15ª giornata             | ritorno (34ª) | ritorno (34ª) |
|              |              |                          |               |               |
| 23 nov.      | -            | Audace Cerignola-Crotone | -             | 29 mar.       |
| 23 nov.      | -            | Catania-Latina           | -             | 29 mar.       |
| 23 nov.      | -            | Cavese-Atalanta U23      | -             | 29 mar.       |
| 23 nov.      | -            | Cosenza-Benevento        | -             | 29 mar.       |
| 23 nov.      | -            | Giugliano-Casarano       | -             | 29 mar.       |
| 23 nov.      | -            | Monopoli-AZ Picerno      | -             | 29 mar.       |
| 23 nov.      | -            | Salernitana-Potenza      | -             | 29 mar.       |
| 23 nov.      | -            | Siracusa-Team Altamura   | -             | 29 mar.       |
| 23 nov.      | -            | Sorrento-Casertana       | -             | 29 mar.       |
| 23 nov.      | -            | Trapani-Foggia           | -             | 29 mar.       |

| andata (16ª) | andata (16ª) | 16ª giornata            | ritorno (35ª) | ritorno (35ª) |
|              |              |                         |               |               |
| 30 nov.      | -            | Atalanta U23-Siracusa   | -             | 4 apr.        |
| 30 nov.      | -            | AZ Picerno-Catania      | -             | 4 apr.        |
| 30 nov.      | -            | Benevento-Salernitana   | -             | 4 apr.        |
| 30 nov.      | -            | Casertana-Cavese        | -             | 4 apr.        |
| 30 nov.      | -            | Crotone-Giugliano       | -             | 4 apr.        |
| 30 nov.      | -            | Foggia-Cosenza          | -             | 4 apr.        |
| 30 nov.      | -            | Latina-Audace Cerignola | -             | 4 apr.        |
| 30 nov.      | -            | Potenza-Casarano        | -             | 4 apr.        |
| 30 nov.      | -            | Team Altamura-Sorrento  | -             | 4 apr.        |
| 30 nov.      | -            | Trapani-Monopoli        | -             | 4 apr.        |

| andata (15ª) | andata (15ª) | 15ª giornata             | ritorno (34ª) | ritorno (34ª) |
|              |              |                          |               |               |
| 23 nov.      | -            | Audace Cerignola-Crotone | -             | 29 mar.       |
| 23 nov.      | -            | Catania-Latina           | -             | 29 mar.       |
| 23 nov.      | -            | Cavese-Atalanta U23      | -             | 29 mar.       |
| 23 nov.      | -            | Cosenza-Benevento        | -             | 29 mar.       |
| 23 nov.      | -            | Giugliano-Casarano       | -             | 29 mar.       |
| 23 nov.      | -            | Monopoli-AZ Picerno      | -             | 29 mar.       |
| 23 nov.      | -            | Salernitana-Potenza      | -             | 29 mar.       |
| 23 nov.      | -            | Siracusa-Team Altamura   | -             | 29 mar.       |
| 23 nov.      | -            | Sorrento-Casertana       | -             | 29 mar.       |
| 23 nov.      | -            | Trapani-Foggia           | -             | 29 mar.       |

| andata (16ª) | andata (16ª) | 16ª giornata            | ritorno (35ª) | ritorno (35ª) |
|              |              |                         |               |               |
| 30 nov.      | -            | Atalanta U23-Siracusa   | -             | 4 apr.        |
| 30 nov.      | -            | AZ Picerno-Catania      | -             | 4 apr.        |
| 30 nov.      | -            | Benevento-Salernitana   | -             | 4 apr.        |
| 30 nov.      | -            | Casertana-Cavese        | -             | 4 apr.        |
| 30 nov.      | -            | Crotone-Giugliano       | -             | 4 apr.        |
| 30 nov.      | -            | Foggia-Cosenza          | -             | 4 apr.        |
| 30 nov.      | -            | Latina-Audace Cerignola | -             | 4 apr.        |
| 30 nov.      | -            | Potenza-Casarano        | -             | 4 apr.        |
| 30 nov.      | -            | Team Altamura-Sorrento  | -             | 4 apr.        |
| 30 nov.      | -            | Trapani-Monopoli        | -             | 4 apr.        |

| andata (17ª) | andata (17ª) | 17ª giornata               | ritorno (36ª) | ritorno (36ª) |
|              |              |                            |               |               |
| 7 dic.       | -            | Audace Cerignola-Casertana | -             | 12 apr.       |
| 7 dic.       | -            | Casarano-Latina            | -             | 12 apr.       |
| 7 dic.       | -            | Catania-Crotone            | -             | 12 apr.       |
| 7 dic.       | -            | Cavese-Benevento           | -             | 12 apr.       |
| 7 dic.       | -            | Cosenza-AZ Picerno         | -             | 12 apr.       |
| 7 dic.       | -            | Giugliano-Team Altamura    | -             | 12 apr.       |
| 7 dic.       | -            | Monopoli-Atalanta U23      | -             | 12 apr.       |
| 7 dic.       | -            | Salernitana-Trapani        | -             | 12 apr.       |
| 7 dic.       | -            | Siracusa-Foggia            | -             | 12 apr.       |
| 7 dic.       | -            | Sorrento-Potenza           | -             | 12 apr.       |

| andata (18ª) | andata (18ª) | 18ª giornata                   | ritorno (37ª) | ritorno (37ª) |
|              |              |                                |               |               |
| 14 dic.      | -            | Atalanta U23-Sorrento          | -             | 19 apr.       |
| 14 dic.      | -            | AZ Picerno-Salernitana         | -             | 19 apr.       |
| 14 dic.      | -            | Benevento-Giugliano            | -             | 19 apr.       |
| 14 dic.      | -            | Casertana-Latina               | -             | 19 apr.       |
| 14 dic.      | -            | Cavese-Siracusa                | -             | 19 apr.       |
| 14 dic.      | -            | Crotone-Casarano               | -             | 19 apr.       |
| 14 dic.      | -            | Foggia-Monopoli                | -             | 19 apr.       |
| 14 dic.      | -            | Potenza-Catania                | -             | 19 apr.       |
| 14 dic.      | -            | Team Altamura-Audace Cerignola | -             | 19 apr.       |
| 14 dic.      | -            | Trapani-Cosenza                | -             | 19 apr.       |

| andata (17ª) | andata (17ª) | 17ª giornata               | ritorno (36ª) | ritorno (36ª) |
|              |              |                            |               |               |
| 7 dic.       | -            | Audace Cerignola-Casertana | -             | 12 apr.       |
| 7 dic.       | -            | Casarano-Latina            | -             | 12 apr.       |
| 7 dic.       | -            | Catania-Crotone            | -             | 12 apr.       |
| 7 dic.       | -            | Cavese-Benevento           | -             | 12 apr.       |
| 7 dic.       | -            | Cosenza-AZ Picerno         | -             | 12 apr.       |
| 7 dic.       | -            | Giugliano-Team Altamura    | -             | 12 apr.       |
| 7 dic.       | -            | Monopoli-Atalanta U23      | -             | 12 apr.       |
| 7 dic.       | -            | Salernitana-Trapani        | -             | 12 apr.       |
| 7 dic.       | -            | Siracusa-Foggia            | -             | 12 apr.       |
| 7 dic.       | -            | Sorrento-Potenza           | -             | 12 apr.       |

| andata (18ª) | andata (18ª) | 18ª giornata                   | ritorno (37ª) | ritorno (37ª) |
|              |              |                                |               |               |
| 14 dic.      | -            | Atalanta U23-Sorrento          | -             | 19 apr.       |
| 14 dic.      | -            | AZ Picerno-Salernitana         | -             | 19 apr.       |
| 14 dic.      | -            | Benevento-Giugliano            | -             | 19 apr.       |
| 14 dic.      | -            | Casertana-Latina               | -             | 19 apr.       |
| 14 dic.      | -            | Cavese-Siracusa                | -             | 19 apr.       |
| 14 dic.      | -            | Crotone-Casarano               | -             | 19 apr.       |
| 14 dic.      | -            | Foggia-Monopoli                | -             | 19 apr.       |
| 14 dic.      | -            | Potenza-Catania                | -             | 19 apr.       |
| 14 dic.      | -            | Team Altamura-Audace Cerignola | -             | 19 apr.       |
| 14 dic.      | -            | Trapani-Cosenza                | -             | 19 apr.       |

| \| andata (19ª) \| andata (19ª) \| 19ª giornata \| ritorno (38ª) \| ritorno (38ª) \| \| \| \| \| \| \| \| 21 dic. \| - \| Audace Cerignola-Benevento \| - \| 26 apr. \| \| 21 dic. \| - \| Casarano-Team Altamura \| - \| 26 apr. \| \| 21 dic. \| - \| Catania-Atalanta U23 \| - \| 26 apr. \| \| 21 dic. \| - \| Cosenza-Cavese \| - \| 26 apr. \| \| 21 dic. \| - \| Giugliano-Casertana \| - \| 26 apr. \| \| 21 dic. \| - \| Latina-Crotone \| - \| 26 apr. \| \| 21 dic. \| - \| Monopoli-Potenza \| - \| 26 apr. \| \| 21 dic. \| - \| Salernitana-Foggia \| - \| 26 apr. \| \| 21 dic. \| - \| Siracusa-Trapani \| - \| 26 apr. \| \| 21 dic. \| - \| Sorrento-AZ Picerno \| - \| 26 apr. \| |              |                            |               |               |
| andata (19ª) | andata (19ª) | 19ª giornata               | ritorno (38ª) | ritorno (38ª) |
| |              |                            |               |               |
| 21 dic. | -            | Audace Cerignola-Benevento | -             | 26 apr.       |
| 21 dic. | -            | Casarano-Team Altamura     | -             | 26 apr.       |
| 21 dic. | -            | Catania-Atalanta U23       | -             | 26 apr.       |
| 21 dic. | -            | Cosenza-Cavese             | -             | 26 apr.       |
| 21 dic. | -            | Giugliano-Casertana        | -             | 26 apr.       |
| 21 dic. | -            | Latina-Crotone             | -             | 26 apr.       |
| 21 dic. | -            | Monopoli-Potenza           | -             | 26 apr.       |
| 21 dic. | -            | Salernitana-Foggia         | -             | 26 apr.       |
| 21 dic. | -            | Siracusa-Trapani           | -             | 26 apr.       |
| 21 dic. | -            | Sorrento-AZ Picerno        | -             | 26 apr.       |

| andata (19ª) | andata (19ª) | 19ª giornata               | ritorno (38ª) | ritorno (38ª) |
|              |              |                            |               |               |
| 21 dic.      | -            | Audace Cerignola-Benevento | -             | 26 apr.       |
| 21 dic.      | -            | Casarano-Team Altamura     | -             | 26 apr.       |
| 21 dic.      | -            | Catania-Atalanta U23       | -             | 26 apr.       |
| 21 dic.      | -            | Cosenza-Cavese             | -             | 26 apr.       |
| 21 dic.      | -            | Giugliano-Casertana        | -             | 26 apr.       |
| 21 dic.      | -            | Latina-Crotone             | -             | 26 apr.       |
| 21 dic.      | -            | Monopoli-Potenza           | -             | 26 apr.       |
| 21 dic.      | -            | Salernitana-Foggia         | -             | 26 apr.       |
| 21 dic.      | -            | Siracusa-Trapani           | -             | 26 apr.       |
| 21 dic.      | -            | Sorrento-AZ Picerno        | -             | 26 apr.       |

### Statistiche

#### Squadre

##### Primati stagionali
Squadre
- Maggior numero di vittorie:
- Maggior numero di pareggi:
- Maggior numero di sconfitte:
- Minor numero di vittorie:
- Minor numero di pareggi:
- Minor numero di sconfitte:
- Miglior attacco:
- Peggior attacco:
- Miglior difesa:
- Peggior difesa:
- Miglior differenza reti:
- Peggior differenza reti:
- Miglior serie positiva:
- Peggior serie negativa:
- Maggior numero di vittorie consecutive:
- Maggior numero di pareggi consecutivi:

Partite
- Partita con più reti:
- Partita con maggiore scarto di gol:
- Pareggio con più gol:
- Giornata con maggior numero di gol:
- Giornata con minor numero di gol:
- Maggior numero di pareggi in una giornata:

### Individuali

#### Classifica marcatori
| Gol | Rigori |  | Giocatore | Squadra |
| --- | ------ |  | --------- | ------- |